# Primera División de España 2013-14
La temporada 2013-14 de la Liga BBVA fue la 83.ª edición de la Primera División de España de fútbol. La competición comenzó el 17 de agosto y finalizó el 18 de mayo. El torneo lo organizó la Liga de Fútbol Profesional (LFP). 
Después de 24 años de ausencia, el Elche Club de Fútbol regresó a la Primera División, y junto con él, el Villarreal Club de Fútbol y la Unión Deportiva Almería, luego de uno y dos años en la Segunda División de España, respectivamente.
El Atlético de Madrid se proclamó campeón por décima vez en su historia. El cuadro colchonero y el FC Barcelona llegaron a la última fecha del campeonato con la posibilidad de proclamarse campeones, y precisamente, se enfrentaron ellos mismos entre sí en esa jornada. Al Atlético le bastaba un empate para obtener el título, mientras que el cuadro culé, que se encontraba debajo del equipo madrileño por 3 puntos, necesitaba la victoria para poder igualarlo en puntos y, por el primer criterio de desempate, haberse alzado con el título.
En el primer tiempo, el chileno Alexis Sánchez adelantó al conjunto catalán, pero en el segundo tiempo el uruguayo Diego Godín puso el gol del empate definitivo, el cual le dio al Atlético su décimo título de Liga, 18 años después del último, terminando así con su sequía.

### Ascensos y descensos
Un total de 20 equipos disputarán la liga, incluyendo 17 equipos de la Primera División de España 2012-13 y tres ascendidos desde la Segunda División de España 2012-13.
| Pos. | Descendidos a 2.ª División   |
| ---- | ---------------------------- |
| 18.º | R. C. D. Mallorca            |
| 19.º | R. C. Deportivo de La Coruña |
| 20.º | Real Zaragoza                |

| Pos.  | Ascendidos de 2.ª División |
| ----- | -------------------------- |
| 1.º   | Elche C. F.                |
| 2.º   | Villarreal C. F.           |
| Prom. | U. D. Almería (3º)         |

## Equipos participantes
Como en temporadas precedentes, constó de un grupo único integrado por 20 clubes de toda la geografía española. Siguiendo un sistema de liga, los 20 equipos se enfrentaron todos contra todos en dos ocasiones —una en campo propio y otra en campo contrario— sumando un total de 38 jornadas. El orden de los encuentros se decidirá por sorteo antes de empezar la competición. La clasificación final se establecerá con arreglo a los puntos obtenidos en cada enfrentamiento, a razón de tres por partido ganado, uno por empatado y ninguno en caso de derrota. Si al finalizar el campeonato dos equipos igualasen a puntos, los mecanismos para desempatar la clasificación son los siguientes:
- El que tenga una mayor diferencia entre goles a favor y en contra en los enfrentamientos entre ambos.
- Si persiste el empate, se tendrá en cuenta la diferencia de goles a favor y en contra en todos los encuentros del campeonato.
- Si el empate a puntos se produce entre tres o más clubes, los sucesivos mecanismos de desempate son los siguientes:
- La mejor puntuación de la que a cada uno corresponda a tenor de los resultados de los partidos jugados entre sí por los clubes implicados.
- La mayor diferencia de goles a favor y en contra, considerando únicamente los partidos jugados entre sí por los clubes implicados.
- La mayor diferencia de goles a favor y en contra teniendo en cuenta todos los encuentros del campeonato.
- El mayor número de goles a favor teniendo en cuenta todos los encuentros del campeonato.

### Equipos, entrenadores y estadios
| Equipo                                    | Ciudad        | Entrenador             | Estadio                     | Aforo  | Marca   | Patrocinador principal | Otros patrocinadores                                        |
| ----------------------------------------- | ------------- | ---------------------- | --------------------------- | ------ | ------- | ---------------------- | ----------------------------------------------------------- |
| Athletic Club                             | Bilbao        | Ernesto Valverde       | San Mamés                   | 53 289 | Nike    | Petronor               | Vizcaya                                                     |
| Club Atlético de Madrid                   | Madrid        | Diego Simeone          | Vicente Calderón            | 54 851 | Nike    | Azerbaiyán             | Kyocera                                                     |
| Club Atlético Osasuna                     | Pamplona      | Javi Gracia            | El Sadar                    | 19 553 | Adidas  | Lacturale              | Nevir Caja Navarra                                          |
| Elche Club de Fútbol                      | Elche         | Fran Escribá           | Manuel Martínez Valero      | 36 017 | Acerbis | Gioseppo               | Amstel CC L'Aljub Sportium                                  |
| Fútbol Club Barcelona                     | Barcelona     | Gerardo Martino        | Camp Nou                    | 99 354 | Nike    | Qatar Airways          | UNICEF                                                      |
| Getafe Club de Fútbol                     | Getafe        | Cosmin Contra          | Coliseum Alfonso Pérez      | 17 393 | Joma    | Confremar              | IG Markets                                                  |
| Granada Club de Fútbol                    | Granada       | Lucas Alcaraz          | Nuevo Los Cármenes          | 22 524 | Luanvi  | Por definir            | Caja Granada Caja Rural de Granada Covirán Granada En línea |
| Levante Unión Deportiva                   | Valencia      | Joaquín Caparrós       | Ciudad de Valencia          | 25 354 | Kelme   | Comunidad Valenciana   | Grupo Agora                                                 |
| Málaga Club de Fútbol                     | Málaga        | Bernd Schuster         | La Rosaleda                 | 30 044 | Nike    | Unesco                 | BlueBay Hotels & Resorts                                    |
| Rayo Vallecano de Madrid                  | Madrid        | Paco Jémez             | Campo de fútbol de Vallecas | 14 790 | Erreà   | Por definir            | Nevir                                                       |
| Real Betis Balompié                       | Sevilla       | Gabriel Calderón       | Benito Villamarín           | 52 500 | Macron  | Por definir            |                                                             |
| Real Club Celta de Vigo                   | Vigo          | Luis Enrique           | Balaídos                    | 31 800 | Adidas  | Citroën                | Estrella Galicia                                            |
| Real Club Deportivo Espanyol              | Barcelona     | Javier Aguirre         | Cornellà-El Prat            | 40 500 | Puma    | Cancún                 |                                                             |
| Real Madrid Club de Fútbol                | Madrid        | Carlo Ancelotti        | Estadio Santiago Bernabéu   | 81 044 | Adidas  | Emirates               | Audi                                                        |
| Real Sociedad de Fútbol                   | San Sebastián | Jagoba Arrasate        | Anoeta                      | 32 076 | Nike    | Basque Country         | Kutxa                                                       |
| Real Valladolid Club de Fútbol            | Valladolid    | Juan Ignacio Martínez  | José Zorrilla               | 26 512 | Hummel  | Por definir            | El Norte de Castilla                                        |
| Sevilla Fútbol Club                       | Sevilla       | Unai Emery             | Ramón Sánchez Pizjuan       | 45 500 | Warrior | Por definir            | Pont Grup                                                   |
| Unión Deportiva Almería                   | Almería       | Francisco              | Juegos Mediterráneos        | 22 000 | Nike    | Urcisol                | David Bisbal                                                |
| Valencia Club de Fútbol                   | Valencia      | Juan Antonio Pizzi     | Mestalla                    | 52 600 | Joma    | MSC Cruceros           | -                                                           |
| Villarreal Club de Fútbol                 | Villarreal    | Marcelino García Toral | El Madrigal                 | 25 000 | Xtep    | Pamesa Cerámica        |                                                             |
| Datos actualizados a 6 de febrero de 2014 |               |                        |                             |        |         |                        |                                                             |

### Cambios de entrenadores

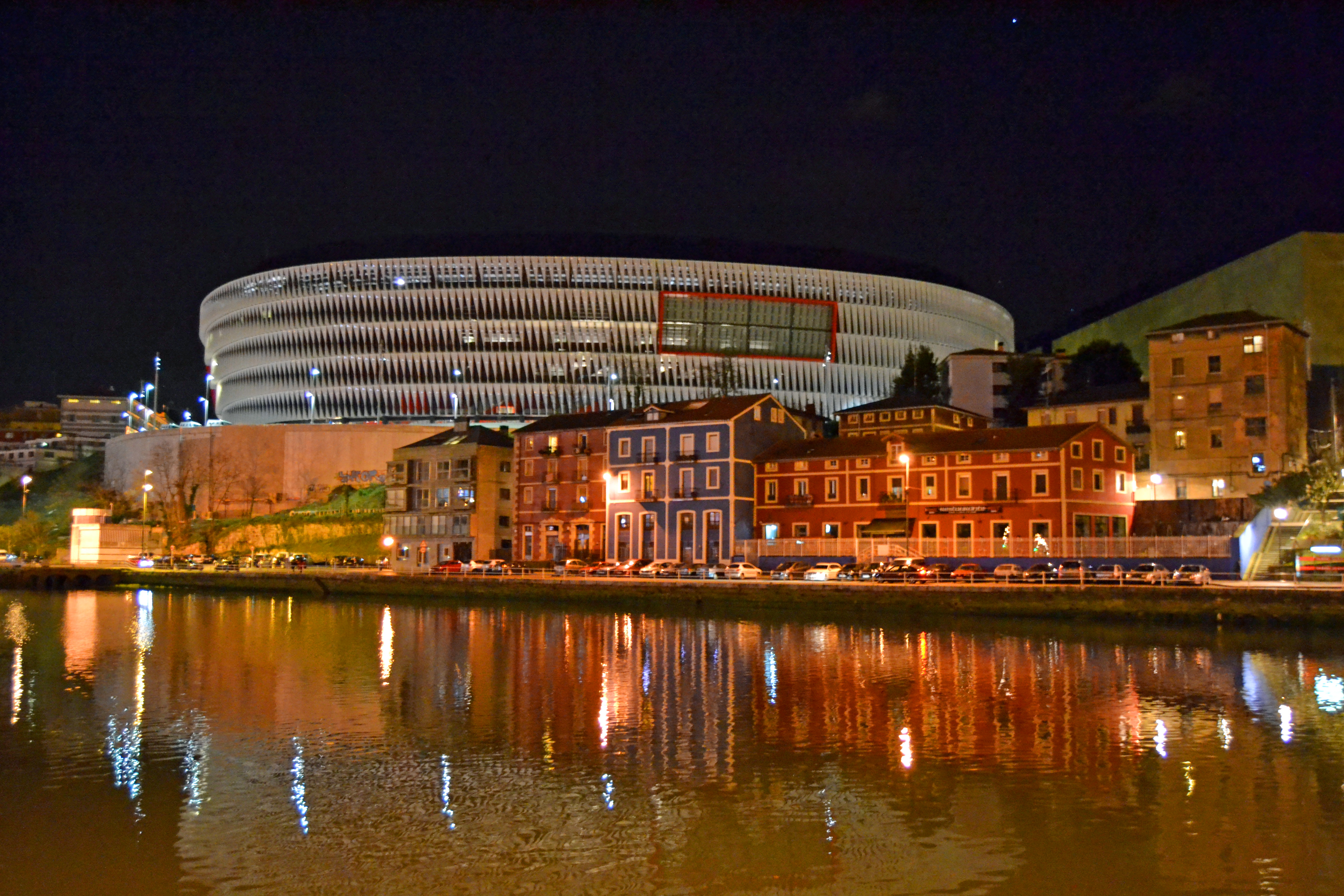
El antiguo San Mamés deja paso, tras un siglo de historia, al nuevo San Mamés.

| Equipo              | Entrenador (jornadas)                                                |
| ------------------- | -------------------------------------------------------------------- |
| C. A. Osasuna       | José Luis Mendilibar (1-3) Javi Gracia (4-38)                        |
| Real Betis Balompié | Pepe Mel (1-15) Juan Carlos Garrido (16-20) Gabriel Calderón (21-38) |
| Valencia C. F.      | Miroslav Đukić (1-16) Nico Estévez (17) Juan Antonio Pizzi (18-38)   |
| Getafe C. F.        | Luis García Plaza (1-27) Cosmin Contra (28-38)                       |

### Equipos por comunidad autónoma
| Comunidad autónoma | N.º | Equipos                                                                |
| ------------------ | --- | ---------------------------------------------------------------------- |
| Andalucía          | 5   | Granada C. F., Málaga C. F., Real Betis, Sevilla F. C. y U. D. Almería |
| Com. de Madrid     | 4   | Atlético de Madrid, Getafe C. F., Rayo Vallecano y Real Madrid C. F.   |
| C. Valenciana      | 4   | Elche C. F., Levante U. D., Valencia C. F. y Villarreal C. F.          |
| Cataluña           | 2   | F. C. Barcelona y R. C. D. Espanyol                                    |
| País Vasco         | 2   | Athletic Club y Real Sociedad                                          |
| Castilla y León    | 1   | Real Valladolid C. F.                                                  |
| Galicia            | 1   | R. C. Celta de Vigo                                                    |
| Navarra            | 1   | C. A. Osasuna                                                          |

| FC Barcelona Real Madrid Levante Atlético Madrid Espanyol Rayo Vallecano Getafe Valencia Elche Málaga Real Sociedad Athletic Club Real Betis Villarreal Sevilla Real Valladolid Celta de Vigo Osasuna Granada Almería |

## Sistema de competición

### Justicia deportiva
Los árbitros de cada partido son designados por una comisión creada para tal objetivo e integrada por representantes de la LFP y la RFEF. En la temporada 2013/14, los colegiados de la categoría son los siguientes:
| - David Fernández Borbalán - Pedro Jesús Pérez Montero - Carlos Clos Gómez - César Muñiz Fernández - Alejandro Hernández Hernández - Fernando Teixeira Vitienes - José Antonio Teixeira Vitienes - José Luis González González - Alfonso Javier Álvarez Izquierdo - Xavier Estrada Fernández | - Carlos del Cerro Grande - Carlos Velasco Carballo - Miguel Ángel Ayza Gámez - Juan Martínez Munuera - Antonio Miguel Mateu Lahoz - Jesús Gil Manzano - Ignacio Iglesias Villanueva - Alberto Undiano Mallenco - Eduardo Prieto Iglesias - Carlos Delgado Ferreiro |

## Clasificación
| Pos. | Equipo                    | Pts. | PJ | G  | E  | P  | GF  | GC | Dif. | Clasificación |
| ---- | ------------------------- | ---- | -- | -- | -- | -- | --- | -- | ---- | ------------- |
| 1    | Atlético de Madrid (C)    | 90   | 38 | 28 | 6  | 4  | 77  | 26 | +51  |               |
| 2    | F. C. Barcelona           | 87   | 38 | 27 | 6  | 5  | 100 | 33 | +67  |               |
| 3    | Real Madrid C. F.         | 87   | 38 | 27 | 6  | 5  | 104 | 38 | +66  |               |
| 4    | Athletic Club             | 70   | 38 | 20 | 10 | 8  | 66  | 39 | +27  |               |
| 5    | Sevilla F. C.             | 63   | 38 | 18 | 9  | 11 | 69  | 52 | +17  |               |
| 6    | Villarreal C. F.          | 59   | 38 | 17 | 8  | 13 | 60  | 44 | +16  |               |
| 7    | Real Sociedad             | 59   | 38 | 16 | 11 | 11 | 62  | 55 | +7   |               |
| 8    | Valencia C. F.            | 49   | 38 | 13 | 10 | 15 | 51  | 53 | −2   |               |
| 9    | Celta de Vigo             | 49   | 38 | 14 | 7  | 17 | 49  | 54 | −5   |               |
| 10   | Levante U. D.             | 48   | 38 | 12 | 12 | 14 | 35  | 43 | −8   |               |
| 11   | Málaga C. F.              | 45   | 38 | 12 | 9  | 17 | 39  | 46 | −7   |               |
| 12   | Rayo Vallecano            | 43   | 38 | 13 | 4  | 21 | 46  | 80 | −34  |               |
| 13   | Getafe C. F.              | 42   | 38 | 11 | 9  | 18 | 35  | 54 | −19  |               |
| 14   | R. C. D. Espanyol         | 42   | 38 | 11 | 9  | 18 | 41  | 51 | −10  |               |
| 15   | Granada C. F.             | 41   | 38 | 12 | 5  | 21 | 32  | 56 | −24  |               |
| 16   | Elche C. F.               | 40   | 38 | 9  | 13 | 16 | 30  | 50 | −20  |               |
| 17   | U. D. Almería             | 40   | 38 | 11 | 7  | 20 | 43  | 71 | −28  |               |
| 18   | C. A. Osasuna (D)         | 39   | 38 | 10 | 9  | 19 | 32  | 62 | −30  |               |
| 19   | Real Valladolid C. F. (D) | 36   | 38 | 7  | 15 | 16 | 38  | 60 | −22  |               |
| 20   | Real Betis Balompié (D)   | 25   | 38 | 6  | 7  | 25 | 36  | 78 | −42  |               |

 Fuente: BDFutbol
Notas:
1. ↑  La Real Sociedad se clasificó a la Liga Europa de la UEFA 2014-15, ya que el Real Madrid, campeón de la Copa del Rey 2013-14, se clasificó a la Liga de Campeones de la UEFA 2014-15, por lo que el cupo que otorgaba, pasó al 5° clasificado.

|                            |
|                            |
| Campeón Atlético de Madrid |
| 10.º título                |

|  | Clasificado para la fase de grupos de la Liga de Campeones de la UEFA 2014-15.                 |
|  | Clasificado para la cuarta ronda previa (play-off) de la Liga de Campeones de la UEFA 2014-15. |
|  | Clasificado para la fase de grupos de la Liga Europa de la UEFA 2014-15.                       |
|  | Clasificado para la cuarta ronda a (play-off) de la Liga Europa de la UEFA 2014-15.            |
|  | Clasificado para la tercera ronda de la Liga Europa de la UEFA 2014-15.                        |
|  | Descendido a la Segunda División de España 2014-15                                             |

### Evolución De la clasificación
| Equipo / Jornada | 1  | 2  | 3  | 4  | 5  | 6  | 7  | 8  | 9  | 10 | 11 | 12 | 13 | 14 | 15 | 16 | 17 | 18 | 19 | 20 | 21 | 22 | 23 | 24 | 25 | 26 | 27 | 28 | 29 | 30 | 31 | 32 | 33 | 34 | 35 | 36 | 37 | 38 |
| Equipo / Jornada |    |    |    |    |    |    |    |    |    |    |    |    |    |    |    |    |    |    |    |    |    |    |    |    |    |    |    |    |    |    |    |    |    |    |    |    |    |    |
| ---------------- | -- | -- | -- | -- | -- | -- | -- | -- | -- | -- | -- | -- | -- | -- | -- | -- | -- | -- | -- | -- | -- | -- | -- | -- | -- | -- | -- | -- | -- | -- | -- | -- | -- | -- | -- | -- | -- | -- |
| Atlético         | 3  | 2  | 2  | 1  | 2  | 2  | 2  | 2  | 2  | 2  | 2  | 2  | 2  | 2  | 2  | 2  | 2  | 2  | 2  | 2  | 2  | 1  | 3  | 3  | 3  | 3  | 2  | 2  | 1  | 1  | 1  | 1  | 1  | 1  | 1  | 1  | 1  | 1  |
| Barcelona        | 1  | 1  | 1  | 2  | 1  | 1  | 1  | 1  | 1  | 1  | 1  | 1  | 1  | 1  | 1  | 1  | 1  | 1  | 1  | 1  | 1  | 2  | 1  | 1  | 2  | 2  | 3  | 3  | 3  | 2  | 2  | 2  | 3  | 2  | 2  | 2  | 2  | 2  |
| R.Madrid         | 8  | 5  | 4  | 4  | 3  | 3  | 3  | 3  | 3  | 3  | 3  | 3  | 3  | 3  | 3  | 3  | 3  | 3  | 3  | 3  | 3  | 3  | 2  | 2  | 1  | 1  | 1  | 1  | 2  | 3  | 3  | 3  | 2  | 3  | 3  | 3  | 3  | 3  |
| Athletic         | 6  | 3  | 5  | 5  | 6  | 5  | 5  | 6  | 6  | 5  | 5  | 5  | 5  | 5  | 4  | 4  | 4  | 4  | 4  | 4  | 4  | 4  | 4  | 4  | 4  | 4  | 4  | 4  | 4  | 4  | 4  | 4  | 4  | 4  | 4  | 4  | 4  | 4  |
| Sevilla          | 17 | 14 | 15 | 19 | 20 | 14 | 14 | 11 | 11 | 10 | 11 | 14 | 11 | 8  | 8  | 7  | 7  | 7  | 7  | 7  | 7  | 7  | 7  | 7  | 7  | 7  | 7  | 7  | 5  | 5  | 5  | 5  | 5  | 5  | 5  | 5  | 5  | 5  |
| Villarreal       | 5  | 4  | 3  | 3  | 4  | 4  | 4  | 4  | 4  | 4  | 4  | 4  | 4  | 4  | 5  | 5  | 6  | 6  | 5  | 5  | 5  | 5  | 5  | 5  | 5  | 5  | 5  | 6  | 7  | 7  | 7  | 7  | 6  | 7  | 7  | 7  | 7  | 6  |
| R.Sociedad       | 4  | 7  | 8  | 7  | 7  | 12 | 13 | 15 | 12 | 9  | 9  | 7  | 7  | 6  | 6  | 6  | 5  | 5  | 6  | 6  | 6  | 6  | 6  | 6  | 6  | 6  | 6  | 5  | 6  | 6  | 6  | 6  | 7  | 6  | 6  | 6  | 6  | 7  |
| Valencia         | 9  | 10 | 12 | 16 | 9  | 7  | 6  | 7  | 8  | 11 | 12 | 9  | 9  | 11 | 9  | 9  | 11 | 8  | 8  | 9  | 10 | 8  | 8  | 8  | 8  | 9  | 8  | 8  | 8  | 9  | 9  | 8  | 8  | 8  | 8  | 8  | 10 | 8  |
| Celta            | 10 | 8  | 7  | 8  | 8  | 11 | 15 | 16 | 19 | 15 | 17 | 15 | 16 | 16 | 14 | 15 | 15 | 18 | 15 | 16 | 13 | 11 | 11 | 11 | 11 | 11 | 11 | 11 | 12 | 12 | 11 | 12 | 12 | 12 | 10 | 9  | 8  | 9  |
| Levante          | 20 | 16 | 10 | 9  | 10 | 10 | 9  | 9  | 9  | 7  | 7  | 8  | 10 | 13 | 13 | 11 | 13 | 12 | 10 | 11 | 8  | 9  | 10 | 10 | 9  | 8  | 10 | 10 | 10 | 10 | 10 | 10 | 10 | 11 | 11 | 10 | 9  | 10 |
| Málaga           | 16 | 19 | 18 | 10 | 11 | 8  | 10 | 10 | 13 | 16 | 15 | 12 | 14 | 14 | 15 | 13 | 10 | 11 | 14 | 14 | 16 | 13 | 16 | 17 | 17 | 17 | 13 | 14 | 13 | 14 | 12 | 11 | 11 | 10 | 13 | 13 | 13 | 11 |
| Rayo             | 2  | 11 | 13 | 17 | 19 | 20 | 20 | 19 | 14 | 17 | 19 | 20 | 18 | 19 | 17 | 19 | 19 | 19 | 19 | 19 | 19 | 19 | 19 | 19 | 19 | 19 | 19 | 16 | 15 | 13 | 14 | 13 | 14 | 13 | 9  | 11 | 11 | 12 |
| Getafe           | 18 | 13 | 19 | 14 | 15 | 9  | 8  | 5  | 5  | 6  | 6  | 6  | 6  | 7  | 7  | 8  | 8  | 9  | 11 | 12 | 12 | 12 | 13 | 15 | 15 | 15 | 16 | 17 | 18 | 18 | 16 | 18 | 18 | 18 | 17 | 18 | 16 | 13 |
| Espanyol         | 11 | 6  | 6  | 6  | 5  | 6  | 7  | 8  | 7  | 8  | 8  | 10 | 12 | 9  | 10 | 12 | 9  | 10 | 12 | 8  | 9  | 10 | 9  | 9  | 10 | 10 | 9  | 9  | 9  | 8  | 8  | 9  | 9  | 9  | 12 | 12 | 12 | 14 |
| Granada          | 7  | 9  | 9  | 13 | 13 | 15 | 12 | 14 | 16 | 13 | 14 | 11 | 8  | 12 | 12 | 10 | 12 | 13 | 9  | 10 | 11 | 14 | 17 | 12 | 13 | 14 | 12 | 12 | 11 | 11 | 13 | 15 | 13 | 14 | 14 | 15 | 17 | 15 |
| Elche            | 19 | 15 | 16 | 15 | 17 | 18 | 17 | 12 | 10 | 12 | 10 | 13 | 13 | 10 | 11 | 14 | 14 | 16 | 17 | 15 | 17 | 15 | 12 | 13 | 14 | 12 | 14 | 13 | 14 | 15 | 15 | 14 | 15 | 16 | 15 | 14 | 14 | 16 |
| Almería          | 12 | 12 | 14 | 18 | 16 | 17 | 18 | 20 | 20 | 20 | 20 | 19 | 17 | 18 | 19 | 18 | 16 | 14 | 16 | 17 | 15 | 17 | 15 | 16 | 16 | 16 | 18 | 19 | 16 | 16 | 18 | 19 | 19 | 19 | 18 | 17 | 15 | 17 |
| Osasuna          | 13 | 20 | 20 | 20 | 18 | 19 | 19 | 18 | 18 | 19 | 16 | 17 | 19 | 15 | 16 | 17 | 18 | 15 | 13 | 13 | 14 | 16 | 14 | 14 | 12 | 13 | 15 | 15 | 17 | 17 | 19 | 16 | 16 | 15 | 16 | 19 | 18 | 18 |
| Valladolid       | 14 | 17 | 11 | 12 | 14 | 16 | 16 | 17 | 17 | 14 | 13 | 16 | 15 | 17 | 18 | 16 | 17 | 17 | 18 | 18 | 18 | 18 | 18 | 18 | 18 | 18 | 17 | 18 | 19 | 19 | 17 | 17 | 17 | 17 | 19 | 16 | 19 | 19 |
| Real Betis       | 15 | 18 | 17 | 11 | 12 | 13 | 11 | 13 | 15 | 18 | 18 | 18 | 20 | 20 | 20 | 20 | 20 | 20 | 20 | 20 | 20 | 20 | 20 | 20 | 20 | 20 | 20 | 20 | 20 | 20 | 20 | 20 | 20 | 20 | 20 | 20 | 20 | 20 |

## Resultados
Los horarios corresponden a la CET (Hora Central Europea) UTC+1 en horario estándar y UTC+2 en horario de verano. El calendario, sorteado el 9 de julio, puede ser objeto de cambios.

### Primera vuelta
| Real Sociedad         | 2 - 0 | Getafe C. F.       | Anoeta                              | 17 de agosto | 19:00 | Canal+ Liga y Gol T |
| Real Valladolid C. F. | 1 - 2 | Athletic Club      | José Zorrilla                       | 17 de agosto | 21:00 | Canal+ Liga y Gol T |
| Valencia C. F.        | 1 - 0 | Málaga C. F.       | Mestalla                            | 17 de agosto | 23:00 | Canal+ Liga y Gol T |
| F. C. Barcelona       | 7 - 0 | Levante U. D.      | Camp Nou                            | 18 de agosto | 19:00 | Canal+ Liga y Gol T |
| Real Madrid C. F.     | 2 - 1 | Real Betis         | Santiago Bernabéu                   | 18 de agosto | 21:00 | Canal+              |
| C. A. Osasuna         | 1 - 2 | Granada C. F.      | El Sadar                            | 18 de agosto | 21:00 | Canal+ Liga y Gol T |
| Sevilla F. C.         | 1 - 3 | Atlético de Madrid | Ramón Sánchez Pizjuán               | 18 de agosto | 23:00 | Canal+ Liga y Gol T |
| Rayo Vallecano        | 3 - 0 | Elche C. F.        | Campo de fútbol de Vallecas         | 19 de agosto | 20:00 | Canal+ Liga y Gol T |
| R. C. Celta de Vigo   | 2 - 2 | R. C. D. Espanyol  | Balaídos                            | 19 de agosto | 22:00 | Cuatro              |
| U. D. Almería         | 2 - 3 | Villarreal C. F.   | Estadio de los Juegos Mediterráneos | 19 de agosto | 22:00 | Canal+ Liga y Gol T |

| Getafe C. F.       | 2 - 2 | U. D. Almería         | Coliseum Alfonso Pérez | 23 de agosto | 20:00 | Canal+ Liga y Gol T |
| Athletic Club      | 2 - 0 | Osasuna               | Anoeta                 | 23 de agosto | 22:00 | Cuatro              |
| Elche C. F.        | 1 - 1 | Real Sociedad         | Manuel Martínez Valero | 24 de agosto | 19:00 | Canal+ Liga y Gol T |
| R. C. D. Espanyol  | 3 - 1 | Valencia C. F.        | Cornellá-El Prat       | 24 de agosto | 21:00 | Canal+ Liga y Gol T |
| Villarreal C. F.   | 2 - 1 | Real Valladolid C. F. | El Madrigal            | 24 de agosto | 23:00 | Canal+ Liga y Gol T |
| Atlético de Madrid | 5 - 0 | Rayo Vallecano        | Vicente Calderón       | 25 de agosto | 19:00 | Canal+ Liga y Gol T |
| Málaga C. F.       | 0 - 1 | F. C. Barcelona       | La Rosaleda            | 25 de agosto | 21:00 | Canal+              |
| Levante U. D.      | 0 - 0 | Sevilla F. C.         | Ciudad de Valencia     | 25 de agosto | 21:00 | Canal+ Liga y Gol T |
| Real Betis         | 1 - 2 | R. C. Celta de Vigo   | Benito Villamarín      | 25 de agosto | 23:00 | Canal+ Liga y Gol T |
| Granada C. F.      | 0 - 1 | Real Madrid C. F.     | Nuevo Los Cármenes     | 26 de agosto | 21:00 | Canal+ Liga y Gol T |

| Rayo Vallecano        | 1 - 2 | Levante U. D.      | Campo de fútbol de Vallecas         | 30 de agosto    | 23:00 | Cuatro              |
| U. D. Almería         | 2 - 2 | Elche C. F.        | Estadio de los Juegos Mediterráneos | 30 de agosto    | 23:00 | Canal+ Liga y Gol T |
| R. C. Celta de Vigo   | 1 - 1 | Granada C. F.      | Balaídos                            | 31 de agosto    | 19:00 | Canal+ Liga y Gol T |
| Real Valladolid C. F. | 1 - 0 | Getafe C. F.       | José Zorrilla                       | 31 de agosto    | 21:00 | Canal+ Liga y Gol T |
| C. A. Osasuna         | 0 - 3 | Villarreal C. F.   | El Sadar                            | 31 de agosto    | 23:00 | Canal+ Liga y Gol T |
| Real Madrid C. F.     | 3 - 1 | Athletic Club      | Santiago Bernabéu                   | 1 de septiembre | 12:00 | Canal+ Liga y Gol T |
| R. C. D. Espanyol     | 0 - 0 | Real Betis         | Cornellá-El Prat                    | 1 de septiembre | 17:00 | Canal+ Liga y Gol T |
| Real Sociedad         | 1 - 2 | Atlético de Madrid | Anoeta                              | 1 de septiembre | 19:00 | Canal+ Liga y Gol T |
| Sevilla F. C.         | 2 - 2 | Málaga C. F.       | Ramón Sánchez Pizjuán               | 1 de septiembre | 21:00 | Canal+ Liga y Gol T |
| Valencia C. F.        | 2 - 3 | F. C. Barcelona    | Mestalla                            | 1 de septiembre | 21:00 | Canal+ 1            |

| Atlético de Madrid | 4 - 2 | U. D. Almería         | Vicente Calderón       | 14 de septiembre | 16:00 | Canal+ Liga y Gol T |
| Levante U. D.      | 0 - 0 | Real Sociedad         | Ciudad de Valencia     | 14 de septiembre | 18:00 | Canal+ Liga y Gol T |
| F. C. Barcelona    | 3 - 2 | Sevilla F. C.         | Camp Nou               | 14 de septiembre | 20:00 | Canal+ Liga y Gol T |
| Villarreal C. F.   | 2 - 2 | Real Madrid C. F.     | El Madrigal            | 14 de septiembre | 22:00 | Canal+ 1            |
| Granada C. F.      | 0 - 1 | R. C. D. Espanyol     | Nuevo Los Cármenes     | 15 de septiembre | 12:00 | Canal+ Liga y Gol T |
| Getafe C. F.       | 2 - 1 | C. A. Osasuna         | Coliseum Alfonso Pérez | 15 de septiembre | 17:00 | Canal+ Liga y Gol T |
| Málaga C. F.       | 5 - 0 | Rayo Vallecano        | La Rosaleda            | 15 de septiembre | 19:00 | Canal+ Liga y Gol T |
| Real Betis         | 3 - 1 | Valencia C. F.        | Benito Villamarín      | 15 de septiembre | 21:00 | Canal+ Liga y Gol T |
| Elche C. F.        | 0 - 0 | Real Valladolid C. F. | Manuel Martínez Valero | 16 de septiembre | 20:00 | Canal+ Liga y Gol T |
| Athletic Club      | 3 - 2 | R. C. Celta de Vigo   | San Mamés              | 16 de septiembre | 22:00 | Cuatro              |

| C. A. Osasuna         | 2 - 1 | Elche C. F.        | El Sadar                    | 20 de septiembre | 21:00 | Canal+ Liga y Gol T |
| Real Sociedad         | 0 - 0 | Málaga C. F.       | Anoeta                      | 21 de septiembre | 16:00 | Canal+ Liga y Gol T |
| U. D. Almería         | 2 - 2 | Levante U. D.      | Juegos Mediterráneos        | 21 de septiembre | 18:00 | Canal+ Liga y Gol T |
| Rayo Vallecano        | 0 - 4 | F. C. Barcelona    | Campo de fútbol de Vallecas | 21 de septiembre | 20:00 | Canal+ Liga y Gol T |
| Real Valladolid C. F. | 0 - 2 | Atlético de Madrid | José Zorrilla               | 21 de septiembre | 22:00 | Canal+ Liga y Gol T |
| Real Betis            | 0 - 0 | Granada C. F.      | Benito Villamarín           | 22 de septiembre | 12:00 | Canal+ Liga y Gol T |
| Celta de Vigo         | 0 - 0 | Villarreal C. F.   | Balaídos                    | 22 de septiembre | 17:00 | Canal+ Liga y Gol T |
| Real Madrid C. F.     | 4 - 1 | Getafe C. F.       | Santiago Bernabéu           | 22 de septiembre | 19:00 | Canal+ Liga y Gol T |
| Valencia C. F.        | 3 - 1 | Sevilla F. C.      | Mestalla                    | 22 de septiembre | 21:00 | Canal+ 1            |
| R. C. D. Espanyol     | 3 - 2 | Athletic Club      | Cornellà-El Prat            | 23 de septiembre | 22:00 | Cuatro              |

| Levante U. D.      | 1 - 1 | Real Valladolid C. F. | Ciudad de Valencia     | 24 de septiembre | 20:00 | Canal+ Liga y Gol T |
| F. C. Barcelona    | 4 - 1 | Real Sociedad         | Camp Nou               | 24 de septiembre | 20:00 | Canal+ 1            |
| Málaga C. F.       | 2 - 0 | U. D. Almería         | La Rosaleda            | 24 de septiembre | 22:00 | Canal+ Liga y Gol T |
| Atlético de Madrid | 2 - 1 | C. A. Osasuna         | Vicente Calderón       | 24 de septiembre | 22:00 | Canal+ Liga y Gol T |
| Sevilla F. C.      | 4 - 1 | Rayo Vallecano        | Ramón Sánchez Pizjuán  | 25 de septiembre | 20:00 | Canal+ Liga y Gol T |
| Granada C. F.      | 0 - 1 | Valencia C. F.        | Nuevo Los Cármenes     | 25 de septiembre | 20:00 | Canal+ Liga y Gol T |
| Elche C. F.        | 1 - 2 | Real Madrid C. F.     | Manuel Martínez Valero | 25 de septiembre | 22:00 | Canal+ Liga y Gol T |
| Athletic Club      | 2 - 1 | Real Betis            | San Mamés              | 26 de septiembre | 20:00 | Canal+ Liga y Gol T |
| Getafe C. F.       | 2 - 0 | Celta de Vigo         | Coliseo Alfonso Pérez  | 26 de septiembre | 22:00 | Canal+ Liga y Gol T |
| Villarreal C. F.   | 2 - 1 | R. C. D. Espanyol     | El Madrigal            | 26 de septiembre | 22:00 | Cuatro              |

| Real Valladolid C. F. | 2 - 2 | Málaga C. F.       | José Zorrilla        | 27 de septiembre | 21:00 | Canal+ Liga y Gol T |
| Valencia C. F.        | 1 - 0 | Rayo Vallecano     | Mestalla             | 28 de septiembre | 16:00 | Canal+ Liga y Gol T |
| U. D. Almería         | 0 - 2 | F. C. Barcelona    | Juegos Mediterráneos | 28 de septiembre | 18:00 | Canal+ Liga y Gol T |
| Real Sociedad         | 1 - 1 | Sevilla F. C.      | Anoeta               | 28 de septiembre | 20:00 | Canal+ Liga y Gol T |
| Real Madrid C. F.     | 0 - 1 | Atlético de Madrid | Santiago Bernabéu    | 28 de septiembre | 22:00 | Canal+ 1            |
| C. A. Osasuna         | 0 - 1 | Levante U. D.      | El Sadar             | 29 de septiembre | 12:00 | Canal+ Liga y Gol T |
| Celta de Vigo         | 0 - 1 | Elche C. F.        | Balaídos             | 29 de septiembre | 17:00 | Canal+ Liga y Gol T |
| R. C. D. Espanyol     | 0 - 2 | Getafe C. F.       | Cornellà-El Prat     | 29 de septiembre | 19:00 | Canal+ Liga y Gol T |
| Real Betis            | 1 - 0 | Villarreal C. F.   | Benito Villamarín    | 29 de septiembre | 21:00 | Canal+ Liga y Gol T |
| Granada C. F.         | 2 - 0 | Athletic Club      | Nuevo Los Cármenes   | 30 de septiembre | 22:00 | Cuatro              |

| Villarreal C. F.   | 3 - 0 | Granada C. F.         | El Madrigal                 | 4 de octubre | 20:00 | Canal+ Liga y Gol T |
| Málaga C. F.       | 0 - 1 | C. A. Osasuna         | La Rosaleda                 | 4 de octubre | 22:00 | Cuatro              |
| Elche C. F.        | 2 - 1 | R. C. D. Espanyol     | Manuel Martínez Valero      | 5 de octubre | 16:00 | Canal+ Liga y Gol T |
| Rayo Vallecano     | 1 - 0 | Real Sociedad         | Campo de fútbol de Vallecas | 5 de octubre | 18:00 | Canal+ Liga y Gol T |
| Levante U. D.      | 2 - 3 | Real Madrid C. F.     | Ciudad de Valencia          | 5 de octubre | 20:00 | Canal+ Liga y Gol T |
| F. C. Barcelona    | 4 - 1 | Real Valladolid C. F. | Camp Nou                    | 5 de octubre | 22:00 | Canal+ Liga y Gol T |
| Atlético de Madrid | 2 - 1 | R. C. Celta de Vigo   | Vicente Calderón            | 6 de octubre | 12:00 | Canal+ Liga y Gol T |
| Sevilla F. C.      | 2 - 1 | U. D. Almería         | Ramón Sánchez Pizjuán       | 6 de octubre | 17:00 | Canal+ Liga y Gol T |
| Getafe C. F.       | 3 - 1 | Real Betis            | Coliseum Alfonso Pérez      | 6 de octubre | 19:00 | Canal+ Liga y Gol T |
| Athletic Club      | 1 - 1 | Valencia C. F.        | San Mamés                   | 6 de octubre | 21:00 | Canal+ 1            |

| Real Madrid C. F.     | 2 - 0 | Málaga C. F.       | Santiago Bernabéu    | 19 de octubre | 16:00 | Canal+ Liga y Gol T |
| Valencia C. F.        | 1 - 2 | Real Sociedad      | Mestalla             | 19 de octubre | 18:00 | Canal+ Liga y Gol T |
| C. A. Osasuna         | 0 - 0 | F. C. Barcelona    | El Sadar             | 19 de octubre | 20:00 | Canal+ 1            |
| R. C. D. Espanyol     | 1 - 0 | Atlético de Madrid | Cornellà-El Prat     | 19 de octubre | 22:00 | Canal+ Liga y Gol T |
| Granada C. F.         | 0 - 2 | Getafe C. F.       | Nuevo Los Cármenes   | 20 de octubre | 12:00 | Canal+ Liga y Gol T |
| U. D. Almería         | 0 - 1 | Rayo Vallecano     | Juegos Mediterráneos | 20 de octubre | 17:00 | Canal+ Liga y Gol T |
| Real Betis            | 1 - 2 | Elche C. F.        | Benito Villamarín    | 20 de octubre | 19:00 | Canal+ Liga y Gol T |
| Real Valladolid C. F. | 2 - 2 | Sevilla F. C.      | José Zorrilla        | 20 de octubre | 21:00 | Canal+ Liga y Gol T |
| R. C. Celta de Vigo   | 0 - 1 | Levante U. D.      | Balaídos             | 21 de octubre | 20:00 | Canal+ Liga y Gol T |
| Athletic Club         | 2 - 0 | Villarreal C. F.   | San Mamés            | 21 de octubre | 22:00 | Cuatro              |

| Rayo Vallecano     | 0 - 3 | Real Valladolid C. F. | Campo de fútbol de Vallecas | 25 de octubre | 21:00 | Canal+ Liga y Gol T |
| Málaga C. F.       | 0 - 5 | R. C. Celta de Vigo   | La Rosaleda                 | 26 de octubre | 16:00 | Canal+ Liga y Gol T |
| F. C. Barcelona    | 2 - 1 | Real Madrid C. F.     | Camp Nou                    | 26 de octubre | 18:00 | Canal+ Liga y Gol T |
| Elche C. F.        | 0 - 1 | Granada C. F.         | Manuel Martínez Valero      | 26 de octubre | 20:00 | Canal+ Liga y Gol T |
| Levante U. D.      | 3 - 0 | R. C. D. Espanyol     | Ciudad de Valencia          | 26 de octubre | 22:00 | Canal+ Liga y Gol T |
| Sevilla F. C.      | 2 - 1 | C. A. Osasuna         | Ramón Sánchez Pizjuán       | 27 de octubre | 12:00 | Canal+ Liga y Gol T |
| Villarreal C. F.   | 4 - 1 | Valencia C. F.        | El Madrigal                 | 27 de octubre | 17:00 | Canal+ Liga y Gol T |
| Real Sociedad      | 3 - 0 | U. D. Almería         | Anoeta                      | 27 de octubre | 19:00 | Canal+ Liga y Gol T |
| Atlético de Madrid | 5 - 0 | Real Betis            | Vicente Calderón            | 27 de octubre | 21:00 | Canal+ 1            |
| Getafe C. F.       | 0 - 1 | Athletic Club         | Coliseo Alfonso Pérez       | 28 de octubre | 22:00 | Cuatro              |

| R. C. D. Espanyol     | 0 - 0 | Málaga C. F.            | Cornellà-El Prat   | 29 de octubre | 20:00 | Canal+ Liga y Gol T |
| R. C. Celta de Vigo   | 0 - 3 | F. C. Barcelona         | Balaídos           | 29 de octubre | 22:00 | Canal+ Liga y Gol T |
| Real Valladolid C. F. | 2 - 2 | Real Sociedad           | José Zorrilla      | 30 de octubre | 20:00 | Canal+ Liga y Gol T |
| Valencia              | 1 - 2 | U. D. Almería           | Mestalla           | 30 de octubre | 20:00 | Canal+ Liga y Gol T |
| Real Madrid C. F.     | 7 - 3 | Sevilla F. C.           | Santiago Bernabéu  | 30 de octubre | 22:00 | Canal+ 1            |
| C. A. Osasuna         | 3 - 1 | Rayo Vallecano          | El Sadar           | 30 de octubre | 22:00 | Canal+ Liga y Gol T |
| Villarreal C. F.      | 0 - 2 | Getafe C. F.            | El Madrigal        | 31 de octubre | 20:00 | Canal+ Liga y Gol T |
| Granada               | 1 - 2 | Atlético de Madrid      | Nuevo Los Cármenes | 31 de octubre | 20:00 | Canal+ Liga y Gol T |
| Real Betis            | 0 - 0 | Levante Unión Deportiva | Benito Villamarín  | 31 de octubre | 22:00 | Canal+ Liga y Gol T |
| Athletic Club         | 2 - 2 | Elche C. F.             | San Mamés          | 31 de octubre | 22:00 | Cuatro              |

| F. C. Barcelona    | 1 - 0 | R. C. D. Espanyol     | Camp Nou                    | 1 de noviembre | 21:00 | Canal+ Liga y Gol T |
| Real Sociedad      | 5 - 0 | C. A. Osasuna         | Anoeta                      | 2 de noviembre | 16:00 | Canal+ Liga y Gol T |
| U. D. Almería      | 1 - 0 | Real Valladolid C. F. | Juegos Mediterráneos        | 2 de noviembre | 18:00 | Canal+ Liga y Gol T |
| Rayo Vallecano     | 2 - 3 | Real Madrid C. F.     | Campo de fútbol de Vallecas | 2 de noviembre | 20:00 | Canal+ 1            |
| Sevilla F. C.      | 0 - 1 | R. C. Celta de Vigo   | Ramón Sánchez Pizjuán       | 2 de noviembre | 22:00 | Canal+ Liga y Gol T |
| Getafe C. F.       | 0 - 1 | Valencia C. F.        | Coliseo Alfonso Pérez       | 3 de noviembre | 12:00 | Canal+ Liga y Gol T |
| Atlético de Madrid | 2 - 0 | Athletic Club         | Vicente Calderón            | 3 de noviembre | 17:00 | Canal+ Liga y Gol T |
| Levante U. D.      | 0 - 1 | Granada C. F.         | Ciudad de Valencia          | 3 de noviembre | 19:00 | Canal+ Liga y Gol T |
| Málaga C. F.       | 3 - 2 | Real Betis            | La Rosaleda                 | 3 de noviembre | 21:00 | Canal+ Liga y Gol T |
| Elche C. F.        | 0 - 1 | Villarreal C. F.      | Manuel Martínez Valero      | 4 de noviembre | 22:00 | Cuatro              |

| C. A. Osasuna       | 0 - 1 | U. D. Almería         | El Sadar              | 8 de noviembre  | 20:00 | Canal+ Liga y Gol T |
| Granada C. F.       | 3 - 1 | Málaga C. F.          | Nuevo Los Cármenes    | 8 de noviembre  | 22:00 | Cuatro              |
| Real Madrid C. F.   | 5 - 1 | Real Sociedad         | Santiago Bernabéu     | 9 de noviembre  | 16:00 | Canal+ Liga y Gol T |
| Getafe C. F.        | 1 - 1 | Elche C. F.           | Coliseo Alfonso Pérez | 9 de noviembre  | 18:00 | Canal+ Liga y Gol T |
| Athletic Club       | 2 - 1 | Levante U. D.         | San Mamés             | 9 de noviembre  | 20:00 | Canal+ Liga y Gol T |
| R. C. Celta de Vigo | 0 - 2 | Rayo Vallecano        | Balaídos              | 9 de noviembre  | 22:00 | Canal+ Liga y Gol T |
| R. C. D. Espanyol   | 1 - 3 | Sevilla F. C.         | Cornellà-El Prat      | 10 de noviembre | 12:00 | Canal+ Liga y Gol T |
| Valencia C. F.      | 2 - 2 | Real Valladolid C. F. | Mestalla              | 10 de noviembre | 17:00 | Canal+ Liga y Gol T |
| Villarreal C. F.    | 1 - 1 | Atlético de Madrid    | El Madrigal           | 10 de noviembre | 19:00 | Canal+ Liga y Gol T |
| Real Betis          | 1 - 4 | F. C. Barcelona       | Benito Villamarín     | 10 de noviembre | 21:00 | Canal+ 1            |

| Real Valladolid C. F. | 0 - 1 | C. A. Osasuna       | José Zorrilla               | 22 de noviembre | 21:00 | Canal+ Liga y Gol T |
| F. C. Barcelona       | 4 - 0 | Granada C. F.       | Camp Nou                    | 23 de noviembre | 16:00 | Canal+ Liga y Gol T |
| Real Sociedad         | 4 - 3 | R. C. Celta de Vigo | Anoeta                      | 23 de noviembre | 18:00 | Canal+ Liga y Gol T |
| U. D. Almería         | 0 - 5 | Real Madrid C. F.   | Juegos Mediterráneos        | 23 de noviembre | 20:00 | Canal+ Liga y Gol T |
| Atlético de Madrid    | 7 - 0 | Getafe C. F.        | Vicente Calderón            | 23 de noviembre | 22:00 | Canal+ Liga y Gol T |
| Levante U. D.         | 0 - 3 | Villarreal C. F.    | Ciudad de Valencia          | 24 de noviembre | 12:00 | Canal+ Liga y Gol T |
| Rayo Vallecano        | 1 - 4 | R. C. D. Espanyol   | Campo de fútbol de Vallecas | 24 de noviembre | 17:00 | Canal+ Liga y Gol T |
| Elche C. F.           | 2 - 1 | Valencia C. F.      | Manuel Martínez Valero      | 24 de noviembre | 19:00 | Canal+ Liga y Gol T |
| Sevilla F. C.         | 4 - 0 | Real Betis          | Ramón Sánchez Pizjuán       | 24 de noviembre | 21:00 | Canal+ 1            |
| Málaga C. F.          | 1 - 2 | Athletic Club       | La Rosaleda                 | 25 de noviembre | 22:00 | Cuatro              |

| Getafe C. F.        | 1 - 0 | Levante U. D.         | Coliseo Alfonso Pérez  | 29 de noviembre | 20:00 | Canal+ Liga y Gol T |
| Villarreal C. F.    | 1 - 1 | Málaga C. F.          | El Madrigal            | 29 de noviembre | 20:30 | Cuatro              |
| Elche C. F.         | 0 - 2 | Atlético de Madrid    | Manuel Martínez Valero | 30 de noviembre | 16:00 | Canal+ Liga y Gol T |
| R. C. Celta de Vigo | 3 - 1 | U. D. Almería         | Balaídos               | 30 de noviembre | 18:00 | Canal+ Liga y Gol T |
| Real Madrid C. F.   | 4 - 0 | Real Valladolid C. F. | Santiago Bernabéu      | 30 de noviembre | 20:00 | Canal+ Liga y Gol T |
| R. C. D. Espanyol   | 1 - 2 | Real Sociedad         | Cornellà-El Prat       | 30 de noviembre | 22:00 | Canal+ Liga y Gol T |
| Real Betis          | 2 - 2 | Rayo Vallecano        | Benito Villamarín      | 1 de diciembre  | 12:00 | Canal+ Liga y Gol T |
| Granada C. F.       | 1 - 2 | Sevilla F. C.         | Nuevo Los Cármenes     | 1 de diciembre  | 17:00 | Canal+ Liga y Gol T |
| Valencia C. F.      | 3 - 0 | C. A. Osasuna         | Mestalla               | 1 de diciembre  | 19:00 | Canal+ Liga y Gol T |
| Athletic Club       | 1 - 0 | F. C. Barcelona       | San Mamés              | 1 de diciembre  | 21:00 | Canal+ 1            |

| Levante U. D.         | 2 - 1 | Elche C. F.         | Ciudad de Valencia          | 13 de diciembre | 21:00 | Canal+ Liga y Gol T |
| C. A. Osasuna         | 2 - 2 | Real Madrid C. F.   | El Sadar                    | 14 de diciembre | 16:00 | Canal+ Liga y Gol T |
| Rayo Vallecano        | 0 - 2 | Granada C. F.       | Campo de fútbol de Vallecas | 14 de diciembre | 18:00 | Canal+ Liga y Gol T |
| F. C. Barcelona       | 2 - 1 | Villarreal C. F.    | Camp Nou                    | 14 de diciembre | 20:00 | Canal+ Liga y Gol T |
| Málaga C. F.          | 1 - 0 | Getafe C. F.        | La Rosaleda                 | 14 de diciembre | 22:00 | Canal+ Liga y Gol T |
| U. D. Almería         | 0 - 0 | R. C. D. Espanyol   | Juegos Mediterráneos        | 15 de diciembre | 12:00 | Canal+ Liga y Gol T |
| Real Sociedad         | 5 - 1 | Real Betis          | Anoeta                      | 15 de diciembre | 17:00 | Canal+ Liga y Gol T |
| Sevilla F. C.         | 1 - 1 | Athletic Club       | Ramón Sánchez Pizjuán       | 15 de diciembre | 19:00 | Canal+ Liga y Gol T |
| Atlético de Madrid    | 3 - 0 | Valencia C. F.      | Vicente Calderón            | 15 de diciembre | 21:00 | Canal+ 1            |
| Real Valladolid C. F. | 3 - 0 | R. C. Celta de Vigo | José Zorrilla               | 16 de diciembre | 22:00 | Cuatro              |

| Elche C. F.         | 0 - 1 | Málaga C. F.          | Manuel Martínez Valero   | 20 de diciembre | 20:30 | Cuatro              |
| Villarreal C. F.    | 1 - 2 | Sevilla F. C.         | El Madrigal              | 21 de diciembre | 16:00 | Canal+ Liga y Gol T |
| Real Betis          | 0 - 1 | U. D. Almería         | Benito Villamarín        | 21 de diciembre | 18:00 | Canal+ Liga y Gol T |
| Atlético de Madrid  | 3 - 2 | Levante U. D.         | Vicente Calderón         | 21 de diciembre | 20:00 | Canal+ Liga y Gol T |
| Granada C. F.       | 1 - 3 | Real Sociedad         | Nuevo Los Cármenes       | 21 de diciembre | 22:00 | Canal+ Liga y Gol T |
| R. C. D. Espanyol   | 4 - 2 | Real Valladolid C. F. | Estadio Cornellà-El Prat | 22 de diciembre | 12:00 | Canal+ Liga y Gol T |
| Getafe C. F.        | 2 - 5 | F. C. Barcelona       | Coliseo Alfonso Pérez    | 22 de diciembre | 17:00 | Canal+ Liga y Gol T |
| Athletic Club       | 2 - 1 | Rayo Vallecano        | San Mamés                | 22 de diciembre | 19:00 | Canal+ Liga y Gol T |
| Valencia C. F.      | 2 - 3 | Real Madrid C. F.     | Mestalla                 | 22 de diciembre | 21:00 | Canal+ 1            |
| R. C. Celta de Vigo | 1 - 1 | C. A. Osasuna         | Balaídos                 | 22 de diciembre | 21:00 | Canal+ Liga y Gol T |

| Málaga C. F.          | 0 - 1 | Atlético de Madrid  | La Rosaleda                 | 4 de enero | 16:00 | Canal+ Liga y Gol T |
| Real Valladolid C. F. | 0 - 0 | Real Betis          | José Zorrilla               | 4 de enero | 18:00 | Canal+ Liga y Gol T |
| Valencia C. F.        | 2 - 0 | Levante U. D.       | Mestalla                    | 4 de enero | 20:00 | Canal+ Liga y Gol T |
| U. D. Almería         | 3 - 0 | Granada C. F.       | Juegos Mediterráneos        | 4 de enero | 22:00 | Canal+ Liga y Gol T |
| Sevilla F. C.         | 3 - 0 | Getafe C. F.        | Ramón Sánchez Pizjuán       | 5 de enero | 12:00 | Canal+ Liga y Gol T |
| F. C. Barcelona       | 4 - 0 | Elche C. F.         | Camp Nou                    | 5 de enero | 16:00 | Canal+ Liga y Gol T |
| C. A. Osasuna         | 1 - 0 | R. C. D. Espanyol   | El Sadar                    | 5 de enero | 18:00 | Canal+ Liga y Gol T |
| Real Sociedad         | 2 - 0 | Athletic Club       | Anoeta                      | 5 de enero | 20:00 | Canal+ 1            |
| Real Madrid C. F.     | 3 - 0 | R. C. Celta de Vigo | Santiago Bernabéu           | 6 de enero | 19:00 | Canal+ Liga y Gol T |
| Rayo Vallecano        | 2 - 5 | Villarreal C. F.    | Campo de fútbol de Vallecas | 6 de enero | 22:00 | Cuatro              |

| Granada C. F.       | 4 - 0 | Real Valladolid C. F. | Nuevo Los Cármenes     | 10 de enero | 21:00 | Canal+ Liga y Gol T |
| Athletic Club       | 6 - 1 | U. D. Almería         | San Mamés              | 11 de enero | 16:00 | Canal+ Liga y Gol T |
| R. C. Celta de Vigo | 2 - 1 | Valencia C. F.        | Balaídos               | 11 de enero | 18:00 | Canal+ Liga y Gol T |
| Atlético de Madrid  | 0 - 0 | F. C. Barcelona       | Vicente Calderón       | 11 de enero | 20:00 | Canal+ 1            |
| Elche C. F.         | 1 - 1 | Sevilla F. C.         | Manuel Martínez Valero | 11 de enero | 22:00 | Canal+ Liga y Gol T |
| Getafe C. F.        | 0 - 1 | Rayo Vallecano        | Coliseo Alfonso Pérez  | 12 de enero | 12:00 | Canal+ Liga y Gol T |
| Real Betis          | 1 - 2 | C. A. Osasuna         | Benito Villamarín      | 12 de enero | 17:00 | Canal+ Liga y Gol T |
| R. C. D. Espanyol   | 0 - 1 | Real Madrid C. F.     | Cornellà-El Prat       | 12 de enero | 19:00 | Canal+ Liga y Gol T |
| Levante U. D.       | 1 - 0 | Málaga C. F.          | Ciudad de Valencia     | 12 de enero | 21:00 | Canal+ Liga y Gol T |
| Villarreal C. F.    | 5 - 1 | Real Sociedad         | El Madrigal            | 13 de enero | 22:00 | Cuatro              |

### Segunda vuelta
| Málaga C. F.       | 0 - 0 | Valencia C. F.        | La Rosaleda            | 17 de enero | 21:00 | Canal+ Liga y Gol T |
| Real Betis         | 0 - 5 | Real Madrid C. F.     | Benito Villamarín      | 18 de enero | 16:00 | Canal+ Liga y Gol T |
| Elche C. F.        | 2 - 0 | Rayo Vallecano        | Manuel Martínez Valero | 18 de enero | 18:00 | Canal+ Liga y Gol T |
| Granada C. F.      | 0 - 0 | C. A. Osasuna         | Nuevo Los Cármenes     | 18 de enero | 20:00 | Canal+ Liga y Gol T |
| R. C. D. Espanyol  | 1 - 0 | R. C. Celta de Vigo   | Cornellà-El Prat       | 18 de enero | 22:00 | Canal+ Liga y Gol T |
| Getafe C. F.       | 2 - 2 | Real Sociedad         | Coliseo Alfonso Pérez  | 19 de enero | 12:00 | Canal+ Liga y Gol T |
| Villarreal C. F.   | 2 - 0 | U. D. Almería         | El Madrigal            | 19 de enero | 17:00 | Canal+ Liga y Gol T |
| Levante U. D.      | 1 - 1 | F. C. Barcelona       | Ciudad de Valencia     | 19 de enero | 19:00 | Canal+ Liga y Gol T |
| Atlético de Madrid | 1 - 1 | Sevilla F. C.         | Vicente Calderón       | 19 de enero | 21:00 | Canal+ 1            |
| Athletic Club      | 4 - 2 | Real Valladolid C. F. | San Mamés              | 20 de enero | 22:00 | Cuatro              |

| R. C. Celta de Vigo   | 4 - 2 | Real Betis         | Balaídos                    | 24 de enero | 21:00 | Canal+ Liga y Gol T |
| Real Madrid C. F.     | 2 - 0 | Granada C. F.      | Santiago Bernabéu           | 25 de enero | 16:00 | Canal+ Liga y Gol T |
| Real Valladolid C. F. | 1 - 0 | Villarreal C. F.   | José Zorrilla               | 25 de enero | 18:00 | Canal+ Liga y Gol T |
| Valencia C. F.        | 2 - 2 | R. C. D. Espanyol  | Mestalla                    | 25 de enero | 20:00 | Canal+ Liga y Gol T |
| Sevilla F. C.         | 2 - 3 | Levante U. D.      | Ramón Sánchez Pizjuán       | 25 de enero | 22:00 | Canal+ Liga y Gol T |
| U. D. Almería         | 1 - 0 | Getafe C. F.       | Juegos Mediterráneos        | 26 de enero | 12:00 | Canal+ Liga y Gol T |
| C. A. Osasuna         | 1 - 5 | Athletic Club      | El Sadar                    | 26 de enero | 17:00 | Canal+ Liga y Gol T |
| Rayo Vallecano        | 2 - 4 | Atlético de Madrid | Campo de fútbol de Vallecas | 26 de enero | 19:00 | Canal+ Liga y Gol T |
| F. C. Barcelona       | 3 - 0 | Málaga C. F.       | Camp Nou                    | 26 de enero | 21:00 | Canal+ 1            |
| Real Sociedad         | 4 - 0 | Elche C. F.        | Anoeta                      | 27 de enero | 22:00 | Cuatro              |

| Granada C. F.      | 1 - 2 | R. C. Celta de Vigo   | Nuevo Los Cármenes     | 31 de enero  | 21:00 | Canal+ Liga y Gol T |
| F. C. Barcelona    | 2 - 3 | Valencia C. F.        | Camp Nou               | 1 de febrero | 16:00 | Canal+ Liga y Gol T |
| Levante U. D.      | 0 - 0 | Rayo Vallecano        | Ciudad de Valencia     | 1 de febrero | 18:00 | Canal+ Liga y Gol T |
| Getafe C. F.       | 0 - 0 | Real Valladolid C. F. | Coliseo Alfonso Pérez  | 1 de febrero | 20:00 | Canal+ Liga y Gol T |
| Málaga C. F.       | 3 - 2 | Sevilla F. C.         | La Rosaleda            | 1 de febrero | 22:00 | Canal+ Liga y Gol T |
| Elche C. F.        | 1 - 0 | U. D. Almería         | Manuel Martínez Valero | 2 de febrero | 12:00 | Canal+ Liga y Gol T |
| Real Betis         | 2 - 0 | R. C. D. Espanyol     | Benito Villamarín      | 2 de febrero | 17:00 | Canal+ Liga y Gol T |
| Atlético de Madrid | 4 - 0 | Real Sociedad         | Vicente Calderón       | 2 de febrero | 19:00 | Canal+ Liga y Gol T |
| Athletic Club      | 1 - 1 | Real Madrid C. F.     | San Mamés              | 2 de febrero | 21:00 | Canal+ 1            |
| Villarreal C. F.   | 3 - 1 | C. A. Osasuna         | El Madrigal            | 3 de febrero | 22:00 | Cuatro              |

| R. C. D. Espanyol     | 1 - 0 | Granada C. F.      | Cornellà-El Prat            | 7 de febrero  | 21:00 | Canal+ Liga y Gol T |
| Valencia C. F.        | 5 - 0 | Real Betis         | Mestalla                    | 8 de febrero  | 16:00 | Canal+ Liga y Gol T |
| Rayo Vallecano        | 4 - 1 | Málaga C. F.       | Campo de fútbol de Vallecas | 8 de febrero  | 18:00 | Canal+ Liga y Gol T |
| Real Madrid C. F.     | 4 - 2 | Villarreal C. F.   | Santiago Bernabéu           | 8 de febrero  | 20:00 | Canal+ Liga y Gol T |
| U. D. Almería         | 2 - 0 | Atlético de Madrid | Juegos Mediterráneos        | 8 de febrero  | 22:00 | Canal+ Liga y Gol T |
| C. A. Osasuna         | 2 - 0 | Getafe C. F.       | El Sadar                    | 9 de febrero  | 12:00 | Canal+ Liga y Gol T |
| Real Valladolid C. F. | 2 - 2 | Elche C. F.        | José Zorrilla               | 9 de febrero  | 17:00 | Canal+ Liga y Gol T |
| Real Sociedad         | 0 - 0 | Levante U. D.      | Anoeta                      | 9 de febrero  | 19:00 | Canal+ Liga y Gol T |
| Sevilla F. C.         | 1 - 4 | F. C. Barcelona    | Ramón Sánchez Pizjuán       | 9 de febrero  | 21:00 | Canal+ 1            |
| R. C. Celta de Vigo   | 0 - 0 | Athletic Club      | Balaídos                    | 10 de febrero | 22:00 | Cuatro              |

| Elche C. F.        | 0 - 0 | C. A. Osasuna            | Manuel Martínez Valero | 14 de febrero | 21:00 | Canal+ Liga y Gol T |
| Atlético de Madrid | 3 - 0 | Real Valladolid C. F.    | Vicente Calderón       | 15 de febrero | 16:00 | Canal+ Liga y Gol T |
| Levante U. D.      | 1 - 0 | U. D. Almería            | Ciudad de Valencia     | 15 de febrero | 18:00 | Canal+ Liga y Gol T |
| F. C. Barcelona    | 6 - 0 | Rayo Vallecano           | Camp Nou               | 15 de febrero | 20:00 | Canal+ Liga y Gol T |
| Villarreal C. F.   | 0 - 2 | R. C. Club Celta de Vigo | El Madrigal            | 15 de febrero | 22:00 | Canal+ Liga y Gol T |
| Granada C. F.      | 1 - 0 | Real Betis               | Nuevo Los Cármenes     | 16 de febrero | 12:00 | Canal+ Liga y Gol T |
| Getafe C. F.       | 0 - 3 | Real Madrid C. F.        | Coliseo Alfonso Pérez  | 16 de febrero | 17:00 | Canal+ Liga y Gol T |
| Athletic Club      | 1 - 2 | R. C. D. Espanyol        | San Mamés              | 16 de febrero | 19:00 | Canal+ Liga y Gol T |
| Sevilla F. C.      | 0 - 0 | Valencia C. F.           | Ramón Sánchez Pizjuán  | 16 de febrero | 21:00 | Canal+ 1            |
| Málaga C. F.       | 0 - 1 | Real Sociedad            | La Rosaleda            | 17 de febrero | 22:00 | Cuatro              |

| Real Valladolid C. F. | 1 - 1 | Levante U. D.      | José Zorrilla               | 21 de febrero | 21:00 | Canal+ Liga y Gol T |
| Real Madrid C. F.     | 3 - 0 | Elche C. F.        | Santiago Bernabéu           | 22 de febrero | 16:00 | Canal+ Liga y Gol T |
| R. C. Celta de Vigo   | 1 - 1 | Getafe C. F.       | Balaídos                    | 22 de febrero | 18:00 | Canal+ Liga y Gol T |
| Real Sociedad         | 3 - 1 | F. C. Barcelona    | Anoeta                      | 22 de febrero | 20:00 | Canal+ Liga y Gol T |
| U. D. Almería         | 0 - 0 | Málaga C. F.       | Juegos Mediterráneos        | 22 de febrero | 22:00 | Canal+ Liga y Gol T |
| Rayo Vallecano        | 0 - 1 | Sevilla F. C.      | Campo de fútbol de Vallecas | 23 de febrero | 12:00 | Canal+ Liga y Gol T |
| Real Betis            | 0 - 2 | Athletic Club      | Benito Villamarín           | 23 de febrero | 17:00 | Canal+ Liga y Gol T |
| Valencia C. F.        | 2 - 1 | Granada C. F.      | Mestalla                    | 23 de febrero | 19:00 | Canal+ Liga y Gol T |
| C. A. Osasuna         | 3 - 0 | Atlético de Madrid | El Sadar                    | 23 de febrero | 21:00 | Canal+ 1            |
| R. C. D. Espanyol     | 1 - 2 | Villarreal C. F.   | Cornellà-El Prat            | 24 de febrero | 22:00 | Cuatro              |

| Athletic Club      | 4 - 0 | Granada C. F.         | San Mamés                   | 28 de febrero | 20:30 | Cuatro              |
| Málaga C. F.       | 1 - 1 | Real Valladolid C. F. | La Rosaleda                 | 1 de marzo    | 16:00 | Canal+ Liga y Gol T |
| Levante U. D.      | 2 - 0 | C. A. Osasuna         | Ciudad de Valencia          | 1 de marzo    | 18:00 | Canal+ Liga y Gol T |
| Getafe C. F.       | 0 - 0 | R. C. D. Espanyol     | Coliseo Alfonso Pérez       | 1 de marzo    | 20:00 | Canal+ Liga y Gol T |
| Elche C. F.        | 1 - 0 | R. C. Celta de Vigo   | Manuel Martínez Valero      | 1 de marzo    | 22:00 | Canal+ Liga y Gol T |
| Villarreal C. F.   | 1 - 1 | Real Betis            | El Madrigal                 | 2 de marzo    | 12:00 | Canal+ Liga y Gol T |
| Atlético de Madrid | 2 - 2 | Real Madrid C. F.     | Vicente Calderón            | 2 de marzo    | 17:00 | Canal+ Liga y Gol T |
| Sevilla F. C.      | 1 - 0 | Real Sociedad         | Ramón Sánchez Pizjuán       | 2 de marzo    | 19:00 | Canal+ Liga y Gol T |
| F. C. Barcelona    | 4 - 1 | U. D. Almería         | Camp Nou                    | 2 de marzo    | 21:00 | Canal+ 1            |
| Rayo Vallecano     | 1 - 0 | Valencia C. F.        | Campo de fútbol de Vallecas | 2 de marzo    | 21:00 | Canal+ Liga y Gol T |

| Real Valladolid C. F. | 1 - 0 | F. C. Barcelona    | José Zorrilla        | 8 de marzo  | 16:00 | Canal+ Liga y Gol T |
| Real Betis            | 2 - 0 | Getafe C. F.       | Benito Villamarín    | 8 de marzo  | 18:00 | Canal+ Liga y Gol T |
| Celta de Vigo         | 0 - 2 | Atlético de Madrid | Balaídos             | 8 de marzo  | 20:00 | Canal+ Liga y Gol T |
| Granada C. F.         | 2 - 0 | Villarreal C. F.   | Nuevo Los Cármenes   | 8 de marzo  | 22:00 | Canal+ Liga y Gol T |
| R. C. D. Espanyol     | 3 - 1 | Elche C. F.        | Cornellà-El Prat     | 9 de marzo  | 12:00 | Canal+ Liga y Gol T |
| U. D. Almería         | 1 - 3 | Sevilla F. C.      | Juegos Mediterráneos | 9 de marzo  | 17:00 | Canal+ Liga y Gol T |
| Real Madrid C. F.     | 3 - 0 | Levante U. D.      | Santiago Bernabéu    | 9 de marzo  | 19:00 | Canal+ Liga y Gol T |
| Valencia C. F.        | 1 - 1 | Athletic Club      | Mestalla             | 9 de marzo  | 21:00 | Canal+ 1            |
| C. A. Osasuna         | 0 - 2 | Málaga C. F.       | El Sadar             | 10 de marzo | 20:00 | Canal+ Liga y Gol T |
| Real Sociedad         | 2 - 3 | Rayo Vallecano     | Anoeta               | 10 de marzo | 22:00 | Cuatro              |

| Getafe C. F.       | 3 - 3 | Granada C. F.         | Coliseo Alfonso Pérez       | 14 de marzo | 21:00 | Canal+ Liga y Gol T |
| Levante U. D.      | 0 - 1 | R. C. Celta de Vigo   | Ciudad de Valencia          | 15 de marzo | 16:00 | Canal+ Liga y Gol T |
| Rayo Vallecano     | 3 - 1 | U. D. Almería         | Campo de fútbol de Vallecas | 15 de marzo | 18:00 | Canal+ Liga y Gol T |
| Málaga C. F.       | 0 - 1 | Real Madrid C. F.     | La Rosaleda                 | 15 de marzo | 20:00 | Canal+ 1            |
| Atlético de Madrid | 1 - 0 | R. C. D. Espanyol     | Vicente Calderón            | 15 de marzo | 22:00 | Canal+ Liga y Gol T |
| Elche C. F.        | 0 - 0 | Real Betis            | Manuel Martínez Valero      | 16 de marzo | 12:00 | Canal+ Liga y Gol T |
| F. C. Barcelona    | 7 - 0 | C. A. Osasuna         | Camp Nou                    | 16 de marzo | 17:00 | Canal+ Liga y Gol T |
| Sevilla F. C.      | 4 - 1 | Real Valladolid C. F. | Ramón Sánchez Pizjuán       | 16 de marzo | 19:00 | Canal+ Liga y Gol T |
| Real Sociedad      | 1 - 0 | Valencia C. F.        | Anoeta                      | 16 de marzo | 21:00 | Canal+ Liga y Gol T |
| Villarreal C. F.   | 1 - 1 | Athletic Club         | El Madrigal                 | 17 de marzo | 22:00 | Cuatro              |

| R. C. Celta de Vigo   | 0 - 2 | Málaga C. F.       | Balaídos             | 21 de marzo | 21:00 | Canal+ Liga y Gol T |
| Granada C. F.         | 1 - 0 | Elche C. F.        | Nuevo Los Cármenes   | 22 de marzo | 16:00 | Canal+ Liga y Gol T |
| R. C. D. Espanyol     | 0 - 0 | Levante U. D.      | Cornellà-El Prat     | 22 de marzo | 18:00 | Canal+ Liga y Gol T |
| Real Valladolid C. F. | 1 - 1 | Rayo Vallecano     | José Zorrilla        | 22 de marzo | 20:00 | Canal+ Liga y Gol T |
| Athletic Club         | 1 - 0 | Getafe C. F.       | San Mamés            | 22 de marzo | 22:00 | Canal+ Liga y Gol T |
| C. A. Osasuna         | 1 - 2 | Sevilla F. C.      | El Sadar             | 23 de marzo | 12:00 | Canal+ Liga y Gol T |
| Real Betis            | 0 - 2 | Atlético de Madrid | Benito Villamarín    | 23 de marzo | 17:00 | Canal+ Liga y Gol T |
| Valencia C. F.        | 2 - 1 | Villarreal C. F.   | Mestalla             | 23 de marzo | 19:00 | Canal+ Liga y Gol T |
| Real Madrid C. F.     | 3 - 4 | F. C. Barcelona    | Santiago Bernabéu    | 23 de marzo | 21:00 | Canal+ 1            |
| U. D. Almería         | 4 - 3 | Real Sociedad      | Juegos Mediterráneos | 24 de marzo | 22:00 | Cuatro              |

| Málaga C. F.       | 1 - 2 | R. C. D. Espanyol     | La Rosaleda                 | 25 de marzo | 20:00 | Canal+ Liga y Gol T |
| Elche C. F.        | 0 - 0 | Athletic Club         | Manuel Martínez Valero      | 25 de marzo | 22:00 | Cuatro              |
| F. C. Barcelona    | 3 - 0 | Celta de Vigo         | Camp Nou                    | 26 de marzo | 20:00 | Canal+ Liga y Gol T |
| Rayo Vallecano     | 1 - 0 | C. A. Osasuna         | Campo de fútbol de Vallecas | 26 de marzo | 20:00 | Canal+ Liga y Gol T |
| Atlético de Madrid | 1 - 0 | Granada C. F.         | Vicente Calderón            | 26 de marzo | 22:00 | Canal+ Liga y Gol T |
| Sevilla F. C.      | 2 - 1 | Real Madrid C. F.     | Ramón Sánchez Pizjuán       | 26 de marzo | 22:00 | Canal+ 1            |
| Getafe C. F.       | 0 - 1 | Villarrreal C. F.     | Coliseo Alfonso Pérez       | 27 de marzo | 20:00 | Canal+ Liga y Gol T |
| Real Sociedad      | 1 - 0 | Real Valladolid C. F. | Anoeta                      | 27 de marzo | 20:00 | Canal+ Liga y Gol T |
| Levante U. D.      | 1 - 3 | Real Betis            | Ciudad de Valencia          | 27 de marzo | 22:00 | Canal+ Liga y Gol T |
| U. D. Almería      | 2 - 2 | Valencia C. F.        | Juegos Mediterráneos        | 27 de marzo | 22:00 | Canal+ Liga y Gol T |

| R. C. D. Espanyol     | 0 - 1 | F. C. Barcelona    | Cornellà-El Prat  | 29 de marzo | 16:00 | Canal+ Liga y Gol T |
| Celta de Vigo         | 1 - 0 | Sevilla F. C.      | Balaídos          | 29 de marzo | 18:00 | Canal+ Liga y Gol T |
| Athletic Club         | 1 - 2 | Atlético de Madrid | San Mamés         | 29 de marzo | 20:00 | Canal+ 1            |
| Real Madrid C. F.     | 5 - 0 | Rayo Vallecano     | Santiago Bernabéu | 29 de marzo | 22:00 | Canal+ Liga y Gol T |
| Real Valladolid C. F. | 1 - 0 | U. D. Almería      | José Zorrilla     | 30 de marzo | 12:00 | Canal+ Liga y Gol T |
| C. A. Osasuna         | 1 - 1 | Real Sociedad      | El Sadar          | 30 de marzo | 17:00 | Canal+ Liga y Gol T |
| Villarreal C. F.      | 1 - 1 | Elche C. F.        | El Madrigal       | 30 de marzo | 19:00 | Canal+ Liga y Gol T |
| Valencia C. F.        | 1 - 3 | Getafe C. F.       | Mestalla          | 30 de marzo | 21:00 | Canal+ Liga y Gol T |
| Granada C.F.          | 0 - 2 | Levante U.D        | Los Cármenes      | 31 de marzo | 20:00 | Canal+ Liga y Gol T |
| Real Betis            | 1 - 2 | Málaga             | Benito Villamarín | 31 de marzo | 22:00 | Cuatro              |

| U. D. Almería         | 1 - 2 | C. A. Osasuna       | Juegos Mediterráneos        | 4 de abril | 21:00 | Canal+ Liga y Gol T |
| Atlético de Madrid    | 1 - 0 | Villarreal C. F.    | Vicente Calderón            | 5 de abril | 16:00 | Canal+ Liga y Gol T |
| F. C. Barcelona       | 3 - 1 | Real Betis          | Camp Nou                    | 5 de abril | 18:00 | Canal+ Liga y Gol T |
| Real Sociedad         | 0 - 4 | Real Madrid C. F.   | Anoeta                      | 5 de abril | 20:00 | Canal+ 1            |
| Rayo Vallecano        | 3 - 0 | R. C. Celta de Vigo | Campo de fútbol de Vallecas | 5 de abril | 22:00 | Canal+ Liga y Gol T |
| Málaga C. F.          | 4 - 1 | Granada C. F.       | La Rosaleda                 | 6 de abril | 12:00 | Canal+ Liga y Gol T |
| Elche C. F.           | 1 - 0 | Getafe C. F.        | Manuel Martínez Valero      | 6 de abril | 17:00 | Canal+ Liga y Gol T |
| Sevilla F. C.         | 4 - 1 | R. C. D. Espanyol   | Ramón Sánchez Pizjuán       | 6 de abril | 19:00 | Canal+ Liga y Gol T |
| Real Valladolid C. F. | 0 - 0 | Valencia C. F.      | José Zorrilla               | 6 de abril | 21:00 | Canal+ Liga y Gol T |
| Levante U. D.         | 1 - 2 | Athletic Club       | Ciudad de Valencia          | 7 de abril | 22:00 | Cuatro              |

| C. A. Osasuna     | 0 - 0 | Real Valladolid C. F. | El Sadar              | 11 de abril | 21:00 | Canal+ Liga y Gol T |
| Celta de Vigo     | 2 - 2 | Real Sociedad         | Balaídos              | 12 de abril | 16:00 | Canal+ Liga y Gol T |
| Villarreal C. F.  | 1 - 0 | Levante U. D.         | El Madrigal           | 12 de abril | 18:00 | Canal+ Liga y Gol T |
| Granada C. F.     | 1 - 0 | F. C. Barcelona       | Nuevo Los Cármenes    | 12 de abril | 20:00 | Canal+ 1            |
| Real Madrid C. F. | 4 - 0 | U. D. Almería         | Santiago Bernabéu     | 12 de abril | 22:00 | Canal+ Liga y Gol T |
| Real Betis        | 0 - 2 | Sevilla F. C.         | Benito Villamarín     | 13 de abril | 12:00 | Canal+ Liga y Gol T |
| Valencia C. F.    | 2 - 1 | Elche C. F.           | Mestalla              | 13 de abril | 17:00 | Canal+ Liga y Gol T |
| Getafe C. F.      | 0 - 2 | Atlético de Madrid    | Coliseo Alfonso Pérez | 13 de abril | 19:00 | Canal+ Liga y Gol T |
| R. C. D. Espanyol | 2 - 2 | Rayo Vallecano        | Cornellà-El Prat      | 13 de abril | 21:00 | Canal+ Liga y Gol T |
| Athletic Club     | 3 - 0 | Málaga C. F.          | San Mamés             | 14 de abril | 22:00 | Cuatro              |

| Atlético de Madrid    | 2 - 0 | Elche C. F.         | Vicente Calderón            | 18 de abril | 20:30 | Canal+ Liga y Gol T |
| C. A. Osasuna         | 1 - 1 | Valencia C. F.      | El Sadar                    | 19 de abril | 16:00 | Canal+ Liga y Gol T |
| Levante U. D.         | 0 - 0 | Getafe C. F.        | Ciudad de Valencia          | 19 de abril | 18:00 | Canal+ Liga y Gol T |
| Real Sociedad         | 2 - 1 | R. C. D. Espanyol   | Anoeta                      | 19 de abril | 20:00 | Canal+ Liga y Gol T |
| U. D. Almería         | 2 - 4 | R. C. Celta de Vigo | Juegos Mediterráneos        | 20 de abril | 12:00 | Canal+ Liga y Gol T |
| Rayo Vallecano        | 3 - 1 | Real Betis          | Campo de fútbol de Vallecas | 20 de abril | 17:00 | Canal+ Liga y Gol T |
| Sevilla F. C.         | 4 - 0 | Granada C. F.       | Ramón Sánchez Pizjuán       | 20 de abril | 19:00 | Canal+ Liga y Gol T |
| F. C. Barcelona       | 2 - 1 | Athletic Club       | Camp Nou                    | 20 de abril | 21:00 | Canal+ 1            |
| Málaga C. F.          | 2 - 0 | Villarrreal C. F.   | La Rosaleda                 | 21 de abril | 22:00 | Cuatro              |
| Real Valladolid C. F. | 1 - 1 | Real Madrid C. F.   | José Zorrilla               | 7 de mayo   | 21:00 | Canal+ Liga y Gol T |

| Elche C. F.       | 1 - 1 | Levante U. D.         | Manuel Martínez Valero | 25 de abril | 21:00 | Canal+ Liga y Gol T |
| Granada C. F.     | 0 - 3 | Rayo Vallecano        | Nuevo Los Cármenes     | 26 de abril | 16:00 | Canal+ Liga y Gol T |
| Getafe C. F.      | 1 - 0 | Málaga C. F.          | Coliseo Alfonso Pérez  | 26 de abril | 18:00 | Canal+ Liga y Gol T |
| Real Madrid C. F. | 4 - 0 | C. A. Osasuna         | Santiago Bernabéu      | 26 de abril | 20:00 | Canal+ Liga y Gol T |
| Real Betis        | 0 - 1 | Real Sociedad         | Benito Villamarín      | 26 de abril | 22:00 | Canal+ Liga y Gol T |
| R. C. D. Espanyol | 1 - 2 | U. D. Almería         | Cornellà-El Prat       | 27 de abril | 12:00 | Canal+ Liga y Gol T |
| Valencia C. F.    | 0 - 1 | Atlético de Madrid    | Mestalla               | 27 de abril | 17:00 | Canal+ 1            |
| Athletic Club     | 3 - 1 | Sevilla F. C.         | San Mamés              | 27 de abril | 19:00 | Canal+ Liga y Gol T |
| Villarreal C. F.  | 2 - 3 | F. C. Barcelona       | El Madrigal            | 27 de abril | 21:00 | Canal+ Liga y Gol T |
| Celta de Vigo     | 4 - 1 | Real Valladolid C. F. | Balaídos               | 28 de abril | 22:00 | Cuatro              |

| Rayo Vallecano        | 0 - 3 | Athletic Club      | Campo de fútbol de Vallecas | 2 de mayo | 21:00 | Canal+ Liga y Gol T |
| F. C. Barcelona       | 2 - 2 | Getafe C. F.       | Camp Nou                    | 3 de mayo | 16:00 | Canal+ Liga y Gol T |
| Málaga C. F.          | 0 - 1 | Elche C. F.        | La Rosaleda                 | 3 de mayo | 18:00 | Canal+ Liga y Gol T |
| C. A. Osasuna         | 0 - 2 | Celta de Vigo      | El Sadar                    | 3 de mayo | 20:00 | Canal+ Liga y Gol T |
| Real Valladolid C. F. | 1 - 0 | R. C. D. Espanyol  | José Zorrilla               | 3 de mayo | 22:00 | Canal+ Liga y Gol T |
| U. D. Almería         | 3 - 2 | Real Betis         | Juegos Mediterráneos        | 4 de mayo | 12:00 | Canal+ Liga y Gol T |
| Levante U. D.         | 2 - 0 | Atlético de Madrid | Ciudad de Valencia          | 4 de mayo | 17:00 | Canal+ 1            |
| Sevilla F. C.         | 0 - 0 | Villarreal C. F.   | Ramón Sánchez Pizjuán       | 4 de mayo | 19:00 | Canal+ Liga y Gol T |
| Real Madrid C. F.     | 2 - 2 | Valencia C. F.     | Santiago Bernabéu           | 4 de mayo | 21:00 | Canal+ Liga y Gol T |
| Real Sociedad         | 1 - 1 | Granada C. F.      | Anoeta                      | 5 de mayo | 22:00 | Cuatro              |

| Villarreal C. F.    | 4 - 0 | Rayo Vallecano        | El Madrigal            | 10 de mayo | 20:00 | Canal+ Liga y Gol T |
| Levante U. D.       | 2 - 0 | Valencia C. F.        | Ciudad de Valencia     | 10 de mayo | 22:00 | Canal+ Liga y Gol T |
| Athletic Club       | 1 - 1 | Real Sociedad         | San Mamés              | 11 de mayo | 17:00 | Canal+ Liga y Gol T |
| Granada C. F.       | 0 - 2 | U. D. Almería         | Nuevo Los Cármenes     | 11 de mayo | 19:00 | Cuatro              |
| Elche C. F.         | 0 - 0 | F. C. Barcelona       | Manuel Martínez Valero | 11 de mayo | 19:00 | Canal+ Liga y Gol T |
| Atlético de Madrid  | 1 - 1 | Málaga C. F.          | Vicente Calderón       | 11 de mayo | 19:00 | Canal+ 1            |
| R. C. D. Espanyol   | 1 - 1 | C. A. Osasuna         | Cornellà-El Prat       | 11 de mayo | 19:00 | Canal+ Liga y Gol T |
| R. C. Celta de Vigo | 2 - 0 | Real Madrid C. F.     | Balaídos               | 11 de mayo | 19:00 | Canal+ Liga y Gol T |
| Getafe C. F.        | 1 - 0 | Sevilla F. C.         | Coliseo Alfonso Pérez  | 11 de mayo | 19:00 | Canal+ Liga y Gol T |
| Real Betis          | 4 - 3 | Real Valladolid C. F. | Benito Villamarín      | 11 de mayo | 19:00 | Canal+ Liga y Gol T |

| Málaga C. F.          | 1 - 0 | Levante U. D.          | La Rosaleda                 | 16 de mayo | 21:00 | Canal+ Liga y Gol T |
| Real Madrid C. F.     | 3 - 1 | R. C. D. Espanyol      | Santiago Bernabéu           | 17 de mayo | 16:00 | Canal+ Liga y Gol T |
| F. C. Barcelona       | 1 - 1 | Atlético de Madrid (C) | Camp Nou                    | 17 de mayo | 18:00 | Canal+ Liga y Gol T |
| Valencia C. F.        | 2 - 1 | R. C. Celta de Vigo    | Mestalla                    | 17 de mayo | 22:00 | Canal+ Liga y Gol T |
| Real Sociedad         | 1 - 2 | Villarreal C. F.       | Anoeta                      | 18 de mayo | 12:00 | Canal+ Liga y Gol T |
| U. D. Almería         | 0 - 0 | Athletic Club          | Juegos Mediterráneos        | 18 de mayo | 18:00 | Cuatro              |
| C. A. Osasuna         | 2 - 1 | Real Betis             | El Sadar                    | 18 de mayo | 18:00 | Canal+ Liga y Gol T |
| Rayo Vallecano        | 1 - 2 | Getafe C. F.           | Campo de fútbol de Vallecas | 18 de mayo | 18:00 | Canal+ Liga y Gol T |
| Real Valladolid C. F. | 0 - 1 | Granada C. F.          | José Zorrilla               | 18 de mayo | 18:00 | Canal+ 1            |
| Sevilla F. C.         | 3 - 1 | Elche C. F.            | Ramón Sánchez Pizjuán       | 18 de mayo | 21:00 | Canal+ Liga y Gol T |

### Tabla de resultados cruzados
| Local \ Visitante   | ALM | ATH | ATM | BAR | BET | CEL | ELC | ESP | GET | GRA | LEV | MAL | OSA | RAY | RMA | RSO | SEV | VAL | VLD | VIL |
| ------------------- | --- | --- | --- | --- | --- | --- | --- | --- | --- | --- | --- | --- | --- | --- | --- | --- | --- | --- | --- | --- |
| U. D. Almería       | —   | 0–0 | 2–0 | 0–2 | 3–2 | 2–4 | 2–2 | 0–0 | 1–0 | 3–0 | 2–2 | 0–0 | 1–2 | 0–1 | 0–5 | 4–3 | 1–3 | 2–2 | 1–0 | 2–3 |
| Athletic Club       | 6–1 | —   | 1–2 | 1–0 | 2–1 | 3–2 | 2–2 | 1–2 | 1–0 | 4–0 | 2–1 | 3–0 | 2–0 | 2–1 | 1–1 | 1–1 | 3–1 | 1–1 | 4–2 | 2–0 |
| Atlético de Madrid  | 4–2 | 2–0 | —   | 0–0 | 5–0 | 2–1 | 2–0 | 1–0 | 7–0 | 1–0 | 3–2 | 1–1 | 2–1 | 5–0 | 2–2 | 4–0 | 1–1 | 3–0 | 3–0 | 1–0 |
| F. C. Barcelona     | 4–1 | 2–1 | 1–1 | —   | 3–1 | 3–0 | 4–0 | 1–0 | 2–2 | 4–0 | 7–0 | 3–0 | 7–0 | 6–0 | 2–1 | 4–1 | 3–2 | 2–3 | 4–1 | 2–1 |
| Real Betis          | 0–1 | 0–2 | 0–2 | 1–4 | —   | 1–2 | 1–2 | 2–0 | 2–0 | 0–0 | 0–0 | 1–2 | 1–2 | 2–2 | 0–5 | 0–1 | 0–2 | 3–1 | 4–3 | 1–0 |
| R. C. Celta de Vigo | 3–1 | 0–0 | 0–2 | 0–3 | 4–2 | —   | 0–1 | 2–2 | 1–1 | 1–1 | 0–1 | 0–2 | 1–1 | 0–2 | 2–0 | 2–2 | 1–0 | 2–1 | 4–1 | 0–0 |
| Elche C. F.         | 1–0 | 0–0 | 0–2 | 0–0 | 0–0 | 1–0 | —   | 2–1 | 1–0 | 0–1 | 1–1 | 0–1 | 0–0 | 2–0 | 1–2 | 1–1 | 1–1 | 2–1 | 0–0 | 0–1 |
| R. C. D. Espanyol   | 1–2 | 3–2 | 1–0 | 0–1 | 0–0 | 1–0 | 3–1 | —   | 0–2 | 1–0 | 0–0 | 0–0 | 1–1 | 2–2 | 0–1 | 1–2 | 1–3 | 3–1 | 4–2 | 1–2 |
| Getafe C. F.        | 2–2 | 0–1 | 0–2 | 2–5 | 3–1 | 2–0 | 1–1 | 0–0 | —   | 3–3 | 1–0 | 1–0 | 2–1 | 0–1 | 0–3 | 2–2 | 1–0 | 0–1 | 0–0 | 0–1 |
| Granada C. F.       | 0–2 | 2–0 | 1–2 | 1–0 | 1–0 | 1–2 | 1–0 | 0–1 | 0–2 | —   | 0–2 | 3–1 | 0–0 | 0–3 | 0–1 | 1–3 | 1–2 | 0–1 | 4–0 | 2–0 |
| Levante U. D.       | 1–0 | 1–2 | 2–0 | 1–1 | 1–3 | 0–1 | 2–1 | 3–0 | 0–0 | 0–1 | —   | 1–0 | 2–0 | 0–0 | 2–3 | 0–0 | 0–0 | 2–0 | 1–1 | 0–3 |
| Málaga C. F.        | 2–0 | 1–2 | 0–1 | 0–1 | 3–2 | 0–5 | 0–1 | 1–2 | 1–0 | 4–1 | 1–0 | —   | 0–1 | 5–0 | 0–1 | 0–1 | 3–2 | 0–0 | 1–1 | 2–0 |
| C. A. Osasuna       | 0–1 | 1–5 | 3–0 | 0–0 | 2–1 | 0–2 | 2–1 | 1–0 | 2–0 | 1–2 | 0–1 | 0–2 | —   | 3–1 | 2–2 | 1–1 | 1–2 | 1–1 | 0–0 | 0–3 |
| Rayo Vallecano      | 3–1 | 0–3 | 2–4 | 0–4 | 3–1 | 3–0 | 3–0 | 1–4 | 1–2 | 0–2 | 1–2 | 4–1 | 1–0 | —   | 2–3 | 1–0 | 0–1 | 1–0 | 0–3 | 2–5 |
| Real Madrid C. F.   | 4–0 | 3–1 | 0–1 | 3–4 | 2–1 | 3–0 | 3–0 | 3–1 | 4–1 | 2–0 | 3–0 | 2–0 | 4–0 | 5–0 | —   | 5–1 | 7–3 | 2–2 | 4–0 | 4–2 |
| Real Sociedad       | 3–0 | 2–0 | 1–2 | 3–1 | 5–1 | 4–3 | 4–0 | 2–1 | 2–0 | 1–1 | 0–0 | 0–0 | 5–0 | 2–3 | 0–4 | —   | 1–1 | 1–0 | 1–0 | 1–2 |
| Sevilla F. C.       | 2–1 | 1–1 | 1–3 | 1–4 | 4–0 | 0–1 | 3–1 | 4–1 | 3–0 | 4–0 | 2–3 | 2–2 | 2–1 | 4–1 | 2–1 | 1–0 | —   | 0–0 | 4–1 | 0–0 |
| Valencia C. F.      | 1–2 | 1–1 | 0–1 | 2–3 | 5–0 | 2–1 | 2–1 | 2–2 | 1–3 | 2–1 | 2–0 | 1–0 | 3–0 | 1–0 | 2–3 | 1–2 | 3–1 | —   | 2–2 | 2–1 |
| Real Valladolid     | 1–0 | 1–2 | 0–2 | 1–0 | 0–0 | 3–0 | 2–2 | 1–0 | 1–0 | 0–1 | 1–1 | 2–2 | 0–1 | 1–1 | 1–1 | 2–2 | 2–2 | 0–0 | —   | 1–0 |
| Villarreal C. F.    | 2–0 | 1–1 | 1–1 | 2–3 | 1–1 | 0–2 | 1–1 | 2–1 | 0–2 | 3–0 | 1–0 | 1–1 | 3–1 | 4–0 | 2–2 | 5–1 | 1–2 | 4–1 | 2–1 | —   |

## Estadísticas
A continuación, se detallan las listas con los máximos goleadores y los mayores asistentes de Primera División, de acuerdo con los datos oficiales de la Liga Nacional de Fútbol Profesional:

### Máximos goleadores

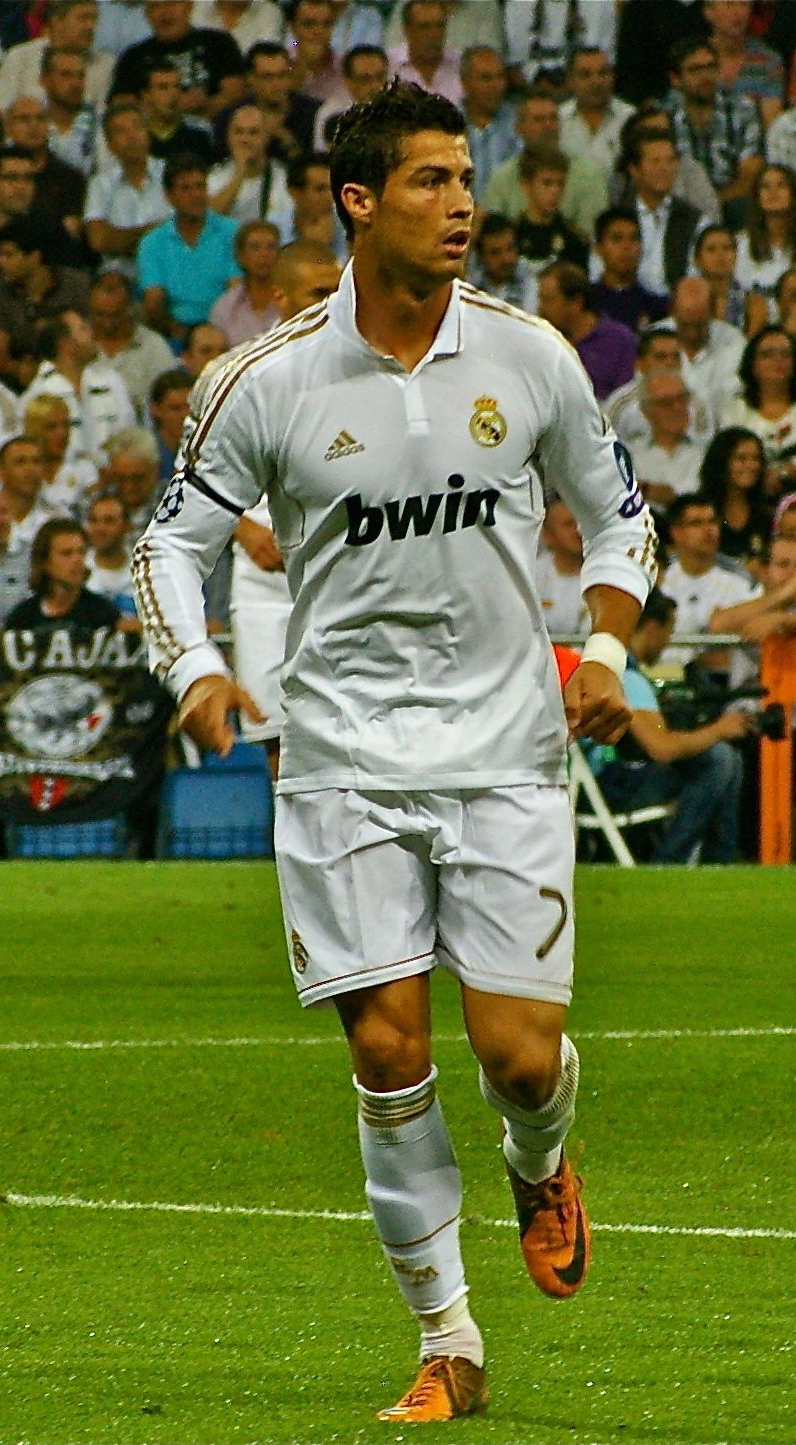
Cristiano Ronaldo es el pichichi esta temporada con treinta y un goles en treinta partidos.

- Datos según la página oficial de la competición.

| #    | Jugador           | Equipo                         | Goles | PJ | Media |
| ---- | ----------------- | ------------------------------ | ----- | -- | ----- |
| 1.°  | Cristiano Ronaldo | Real Madrid Club de Fútbol     | 31    | 30 | 1.03  |
| 2.°  | Lionel Messi      | Fútbol Club Barcelona          | 28    | 31 | 0.9   |
| 3.°  | Diego Costa       | Club Atlético de Madrid        | 27    | 35 | 0.77  |
| 4.°  | Alexis Sánchez    | Fútbol Club Barcelona          | 19    | 34 | 0.56  |
| 5.°  | Karim Benzema     | Real Madrid Club de Fútbol     | 17    | 35 | 0.49  |
| 6.°  | Aritz Aduriz      | Athletic Club                  | 16    | 31 | 0.52  |
| 7.°  | Antoine Griezmann | Real Sociedad de Fútbol        | 16    | 35 | 0.46  |
| 8.°  | Carlos Vela       | Real Sociedad de Fútbol        | 16    | 37 | 0.43  |
| 9.°  | Gareth Bale       | Real Madrid Club de Fútbol     | 15    | 27 | 0.56  |
| 10.° | Kevin Gameiro     | Sevilla Fútbol Club            | 15    | 35 | 0.43  |
| 11.° | Javi Guerra       | Real Valladolid Club de Fútbol | 15    | 37 | 0.41  |
| 11.° | Pedro             | Fútbol Club Barcelona          | 15    | 37 | 0.41  |
| 12.° | Ikechukwu Uche    | Villarreal Club de Fútbol      | 14    | 32 | 0.44  |
| 13.° | Nolito            | Real Club Celta de Vigo        | 14    | 34 | 0.41  |
| 14.° | Carlos Bacca      | Sevilla Fútbol Club            | 14    | 35 | 0.4   |
| 15.° | David Villa       | Club Atlético de Madrid        | 13    | 36 | 0.36  |

- Actualizado el 18 de mayo de 2014

### Asistencias de gol
- Datos según la página oficial de la competición. (Fuente complementaria: ESPN)

| #    | Jugador           | Equipo                       | Asist. | PJ | OC |
| ---- | ----------------- | ---------------------------- | ------ | -- | -- |
| 1.°  | Ángel Di María    | Real Madrid Club de Fútbol   | 17     | 34 | 91 |
| 2.°  | Koke              | Club Atlético de Madrid      | 13     | 36 | 68 |
| 2.°  | Cesc Fàbregas     | Fútbol Club Barcelona        | 13     | 36 | 58 |
| 4.°  | Susaeta           | Athletic Club                | 12     | 38 | 81 |
| 4.°  | Carlos Vela       | Real Sociedad de Fútbol      | 12     | 37 | 78 |
| 4.°  | Gareth Bale       | Real Madrid Club de Fútbol   | 12     | 27 | 40 |
| 7.°  | Lionel Messi      | Fútbol Club Barcelona        | 11     | 31 |    |
| 8.°  | Ivan Rakitić      | Sevilla Fútbol Club          | 10     | 34 |    |
| 8.°  | Alexis Sánchez    | Fútbol Club Barcelona        | 10     | 34 |    |
| 10.° | Cristiano Ronaldo | Real Madrid Club de Fútbol   | 9      | 30 |    |
| 10.° | Karim Benzema     | Real Madrid Club de Fútbol   | 9      | 35 |    |
| 10.° | Sergio García     | Real Club Deportivo Espanyol | 9      | 37 |    |

- Actualizado el 18 de mayo de 2014

### Anotaciones
- Primer gol de la temporada: Anotado por Carlos Vela, para la Real Sociedad ante el Getafe (17 de agosto de 2013).[49]
- Último gol de la temporada:Anotado por Richmond Boakye, para el Elche Club de Fútbol ante el Sevilla Fútbol Club (18 de mayo de 2014).
- Gol más rápido: Anotado por Seydou Keita, a los 7 segundos y 60 centésimas en el U. D. Almería 2 – 2 Valencia C. F. (27 de marzo de 2014).[50]
- Gol más cercano al final del encuentro: Anotado por Cristiano Ronaldo de penalti, a los  95 minutos con 25 segundos en el partido disputado entre Elche 1 – 2 Real Madrid (25 de septiembre de 2013).
- Jugador con más tripletes: Lionel Messi, con 3.
- Jugador con más goles en un partido: Carlos Vela, con 4.
- Mayor número de goles marcados en un partido: 10 goles
  - Real Madrid 7 – 3 Sevilla
- Mayor diferencia de goles en un partido: Diferencia de 7 goles
  - Barcelona 7 – 0 Levante
  - Atlético de Madrid 7 – 0 Getafe C.F.
  - Barcelona 7 - 0 Osasuna
- Mayor victoria de local: Diferencia de 7 goles
  - Barcelona 7 – 0 Levante
  - Atlético de Madrid 7 – 0 Getafe C.F.
  - Barcelona 7 - 0 Osasuna
- Mayor victoria de visita: Diferencia de 5 goles
  - Málaga C. F. 0 - 5 R. C. Celta de Vigo
  - UD Almería 0 - 5 Real Madrid
  - Real Betis 0 - 5 Real Madrid

### Hat tricks o más
A continuación se detallan los tripletes conseguidos a lo largo de la temporada. En ellos, son un total de trece jugadores destintos los que han conseguido anotar tres o más goles en un mismo partido, mientras que los únicos en repetir la hazaña han sido el argentino Lionel Messi, el portugués Cristiano Ronaldo y el español Pedro Rodríguez. Asimismo, destaca el mexicano Carlos Vela por ser el único en conseguir anotar más de tres goles en un mismo partido.
| Fecha      | Jugador            | Goles                   | Local                 |  | Resultado |  | Visitante             | Rep. |
| ---------- | ------------------ | ----------------------- | --------------------- |  | --------- |  | --------------------- | ---- |
| 1-9-2013   | Lionel Messi       | 11' · 39' · 41'         | Valencia C. F.        |  | 2:3       |  | F. C. Barcelona       | Rep. |
| 15-9-2013  | Mounir El Hamdaoui | 31' · 62' · 67'         | Málaga C. F.          |  | 5:0       |  | Rayo Vallecano        | Rep. |
| 21-9-2013  | Pedro              | 33' · 47' · 72'         | Rayo Vallecano        |  | 0:4       |  | F. C. Barcelona       | Rep. |
| 30-10-2013 | Cristiano Ronaldo  | 32' (p) · 60' · 71'     | Real Madrid C. F.     |  | 7:3       |  | Sevilla F. C.         | Rep. |
| 8-11-2013  | Youssef El-Arabi   | 48' · 59' · 77'         | Granada C. F.         |  | 3:1       |  | Málaga C. F.          | Rep. |
| 9-11-2013  | Cristiano Ronaldo  | 12' · 26' (p) · 76'     | Real Madrid C. F.     |  | 5:1       |  | Real Sociedad         | Rep. |
| 23-11-2013 | Carlos Vela        | 6' · 61' · 78' · 81'    | Real Sociedad         |  | 4:3       |  | R. C. Celta de Vigo   | Rep. |
| 24-11-2013 | Sergio García      | 27' (p) · 51' (p) · 83' | Rayo Vallecano        |  | 1:4       |  | R. C. D. Espanyol     | Rep. |
| 30-11-2013 | Gareth Bale        | 33' · 64' · 89'         | Real Madrid C. F.     |  | 4:0       |  | Real Valladolid C. F. | Rep. |
| 1-12-2013  | Jonas              | 33' · 64' · 89'         | Valencia C. F.        |  | 3:0       |  | C. A. Osasuna         | Rep. |
| 16-12-2013 | Javi Guerra        | 60' · 67' · 86'         | Real Valladolid C. F. |  | 3:0       |  | R. C. Celta de Vigo   | Rep. |
| 22-12-2013 | Pedro              | 34' · 41' · 43'         | Getafe C. F.          |  | 2:5       |  | F. C. Barcelona       | Rep. |
| 5-1-2014   | Alexis Sánchez     | 7' · 63' · 69'          | F. C. Barcelona       |  | 4:0       |  | Elche C. F.           | Rep. |
| 6-1-2014   | Ikechukwu Uche     | 10' · 57' · 64'         | Rayo Vallecano        |  | 2:5       |  | Villarreal C. F.      | Rep. |
| 28-2-2014  | Aritz Aduriz       | 10' · 57' · 64'         | Athletic Club         |  | 4:0       |  | Granada C. F.         | Rep. |
| 16-3-2014  | Lionel Messi       | 18' · 63' · 88'         | F. C. Barcelona       |  | 7:0       |  | C. A. Osasuna         | Rep. |
| 23-3-2014  | Lionel Messi       | 42' · 65' (p) · 84' (p) | Real Madrid C. F.     |  | 3:4       |  | F. C. Barcelona       | Rep. |

## Premios

### Trofeo Pichichi
El Trofeo Pichichi es el premio otorgado anualmente por el diario deportivo Marca al máximo goleador de la Primera División de España. Cabe señalar que los goles de este trofeo no se contabilizan según las actas arbitrales, sino según el criterio del diario Marca, por lo que pueden no coincidir con la cifra de goles contabilizada por la LFP.
| #   | Jugador           | Equipo                     | Goles | G. P. | G. C. | Pen. | T. L. | PJ | Media |
| --- | ----------------- | -------------------------- | ----- | ----- | ----- | ---- | ----- | -- | ----- |
| 1.° | Cristiano Ronaldo | Real Madrid Club de Fútbol | 31    | 18    | 3     | 6    | 3     | 30 | 1.03  |
| 2.° | Lionel Messi      | Fútbol Club Barcelona      | 28    | 19    | 1     | 6    | 2     | 31 | 0.90  |
| 3.° | Diego Costa       | Club Atlético de Madrid    | 27    | 20    | 2     | 5    | 0     | 35 | 0.77  |
| 4.º | Alexis Sánchez    | Fútbol Club Barcelona      | 19    | 17    | 1     | 0    | 1     | 34 | 0.55  |
| 5.º | Karim Benzema     | Real Madrid Club de Fútbol | 17    | 13    | 4     | 0    | 0     | 35 | 0.48  |

Fuente: Marca.com

### Trofeo Zarra
El Trofeo Zarra es un premio otorgado por el diario deportivo Marca desde el 2006 al máximo goleador español de la temporada. Al igual que el Trofeo Pichichi, no tiene en cuenta las actas arbitrales, sino las apreciaciones propias del diario Marca.
| #   | Jugador      | Equipo                | Goles | P.J. | Media |
| --- | ------------ | --------------------- | ----- | ---- | ----- |
| 1.° | Diego Costa  | Atlético de Madrid    | 27    | 35   | 0.77  |
| 2.° | Aritz Aduriz | Athletic Club         | 16    | 31   | 0.52  |
| 3.º | Pedro        | Fútbol Club Barcelona | 15    | 37   | 0.41  |

Fuente: Marca.com

### Trofeo Zamora
El Trofeo Zamora es el galardón otorgado desde el año 1959 por el diario deportivo Marca al portero de fútbol menos goleado de la Primera División. Para optar al título hay que participar, como mínimo, en 28 partidos de liga y jugar al menos 60 minutos en cada uno de ellos. El cociente se obtiene al dividir los goles encajados entre los partidos jugados.
| #   | Jugador          | Equipo                     | G. E. | P. J. | Cociente |
| --- | ---------------- | -------------------------- | ----- | ----- | -------- |
| 1.º | Thibaut Courtois | Atlético de Madrid         | 24    | 37    | 0.65     |
| 2.° | Gorka Iraizoz    | Athletic Club              | 32    | 33    | 0.97     |
| 3.° | Diego López      | Real Madrid Club de Fútbol | 36    | 36    | 1        |
| 4.º | Keylor Navas     | Levante Unión Deportiva    | 39    | 36    | 1.08     |
| 5.º | Sergio Asenjo    | Villarreal Club de Fútbol  | 41    | 35    | 1.17     |

Fuente: Marca.com

### Mejor jugador y entrenador del mes
| Mes        | Jugador           | Equipo              | Ref.   |
| ---------- | ----------------- | ------------------- | ------ |
| Septiembre | Diego Costa       | Atlético de Madrid  | [ 53 ] |
| Octubre    | Koke              | Atlético de Madrid  | [ 54 ] |
| Noviembre  | Cristiano Ronaldo | Real Madrid C. F.   | [ 55 ] |
| Diciembre  | Carlos Vela       | Real Sociedad       | [ 56 ] |
| Enero      | Ivan Rakitić      | Sevilla F. C.       | [ 57 ] |
| Febrero    | Rafinha           | R. C. Celta de Vigo | [ 58 ] |
| Marzo      | Keylor Navas      | Levante U. D.       | [ 59 ] |
| Abril      | Diego Godín       | Atlético de Madrid  | [ 60 ] |
| Mayo       | Diego Godín       | Atlético de Madrid  | [ 61 ] |

| Mes        | Técnico                | Equipo             | Ref.   |
| ---------- | ---------------------- | ------------------ | ------ |
| Septiembre | Marcelino García Toral | Villarreal C. F.   | [ 53 ] |
| Octubre    | Diego Simeone          | Atlético de Madrid | [ 54 ] |
| Noviembre  | Francisco              | U. D. Almería      | [ 55 ] |
| Diciembre  | Jagoba Arrasate        | Real Sociedad      | [ 56 ] |
| Enero      | Ernesto Valverde       | Athletic Club      | [ 57 ] |
| Febrero    | Juan Antonio Pizzi     | Valencia C. F.     | [ 58 ] |
| Marzo      | Unai Emery             | Sevilla F. C.      | [ 59 ] |
| Abril      | Paco Jémez             | Rayo Vallecano     | [ 60 ] |
| Mayo       | Francisco              | U. D. Almería      | [ 61 ] |

| Mes        | Jugador           | Equipo              | Ref.   |
| ---------- | ----------------- | ------------------- | ------ |
| Septiembre | Diego Costa       | Atlético de Madrid  | [ 53 ] |
| Octubre    | Koke              | Atlético de Madrid  | [ 54 ] |
| Noviembre  | Cristiano Ronaldo | Real Madrid C. F.   | [ 55 ] |
| Diciembre  | Carlos Vela       | Real Sociedad       | [ 56 ] |
| Enero      | Ivan Rakitić      | Sevilla F. C.       | [ 57 ] |
| Febrero    | Rafinha           | R. C. Celta de Vigo | [ 58 ] |
| Marzo      | Keylor Navas      | Levante U. D.       | [ 59 ] |
| Abril      | Diego Godín       | Atlético de Madrid  | [ 60 ] |
| Mayo       | Diego Godín       | Atlético de Madrid  | [ 61 ] |

| Mes        | Técnico                | Equipo             | Ref.   |
| ---------- | ---------------------- | ------------------ | ------ |
| Septiembre | Marcelino García Toral | Villarreal C. F.   | [ 53 ] |
| Octubre    | Diego Simeone          | Atlético de Madrid | [ 54 ] |
| Noviembre  | Francisco              | U. D. Almería      | [ 55 ] |
| Diciembre  | Jagoba Arrasate        | Real Sociedad      | [ 56 ] |
| Enero      | Ernesto Valverde       | Athletic Club      | [ 57 ] |
| Febrero    | Juan Antonio Pizzi     | Valencia C. F.     | [ 58 ] |
| Marzo      | Unai Emery             | Sevilla F. C.      | [ 59 ] |
| Abril      | Paco Jémez             | Rayo Vallecano     | [ 60 ] |
| Mayo       | Francisco              | U. D. Almería      | [ 61 ] |

### Premio semanal al mejor jugador de la jornada
| \| N.º \| Pos. \| Nac. \| Jugador \| Ap. \| Equipo \| \| --------------------------------------------------------- \| ---- \| ---- \| ------------- \| --- \| ------------------------------ \| \| 13 \| POR \| \| Yoel \| X \| Real Club Celta de Vigo \| \| 16 \| LTD \| \| Javi López \| X \| Real Club Deportivo Espanyol \| \| 4 \| DCT \| \| Marc Valiente \| X \| Real Valladolid Club de Fútbol \| \| 22 \| LTI \| \| Saborit \| X \| Athletic Club \| \| 22 \| CCI \| \| Di María \| X \| Real Madrid Club de Fútbol \| \| 10 \| CMP \| \| Cani \| X \| Villarreal Club de Fútbol \| \| 14 \| CCD \| \| David López \| X \| Real Club Deportivo Espanyol \| \| 10 \| CMP \| \| Arda Turan \| 1 \| Club Atlético de Madrid \| \| 11 \| EXT \| \| Carlos Vela \| X \| Real Sociedad de Fútbol \| \| 10 \| EXT \| \| Nolito \| X \| Real Club Celta de Vigo \| \| 19 \| DEL \| \| Diego Costa \| X \| Club Atlético de Madrid \| \| Fuente: Liga Nacional de Fútbol Profesional (LFP)[62][63] \| \| \| \| \| \| | Yoel Javi López Marc Valiente Saborit Di María Cani David López Arda Turan Carlos Vela Nolito Diego Costa |                      |               |     |                                |
| N.º | Pos. | Nac.                 | Jugador       | Ap. | Equipo                         |
| 13 | POR | Bandera de España    | Yoel          | X   | Real Club Celta de Vigo        |
| 16 | LTD | Bandera de España    | Javi López    | X   | Real Club Deportivo Espanyol   |
| 4 | DCT | Bandera de España    | Marc Valiente | X   | Real Valladolid Club de Fútbol |
| 22 | LTI | Bandera de España    | Saborit       | X   | Athletic Club                  |
| 22 | CCI | Bandera de Argentina | Di María      | X   | Real Madrid Club de Fútbol     |
| 10 | CMP | Bandera de España    | Cani          | X   | Villarreal Club de Fútbol      |
| 14 | CCD | Bandera de España    | David López   | X   | Real Club Deportivo Espanyol   |
| 10 | CMP | Bandera de Turquía   | Arda Turan    | 1   | Club Atlético de Madrid        |
| 11 | EXT | Bandera de México    | Carlos Vela   | X   | Real Sociedad de Fútbol        |
| 10 | EXT | Bandera de España    | Nolito        | X   | Real Club Celta de Vigo        |
| 19 | DEL | Bandera de España    | Diego Costa   | X   | Club Atlético de Madrid        |
| Fuente: Liga Nacional de Fútbol Profesional (LFP) | |                      |               |     |                                |

| \| N.º \| Pos. \| Nac. \| Jugador \| Ap. \| Equipo \| \| --------------------------------------------------------- \| ---- \| ---- \| ---------- \| --- \| --------------------- \| \| \| \| \| align=left \| X \| \| \| \| \| \| align=left \| X \| \| \| \| \| \| align=left \| X \| \| \| \| \| \| align=left \| X \| \| \| \| \| \| align=left \| X \| \| \| \| \| \| align=left \| X \| \| \| \| \| \| align=left \| X \| \| \| \| \| \| align=left \| X \| \| \| \| \| \| align=left \| X \| \| \| \| \| \| align=left \| X \| \| \| 10 \| DEL \| \| Messi \| X \| Fútbol Club Barcelona \| \| Fuente: Liga Nacional de Fútbol Profesional (LFP)[64][65] \| \| \| \| \| \| | X    |                      |            |     |                       |
| N.º | Pos. | Nac.                 | Jugador    | Ap. | Equipo                |
| |      | Bandera de ?         | align=left | X   |                       |
| |      | Bandera de ?         | align=left | X   |                       |
| |      | Bandera de ?         | align=left | X   |                       |
| |      | Bandera de ?         | align=left | X   |                       |
| |      | Bandera de ?         | align=left | X   |                       |
| |      | Bandera de ?         | align=left | X   |                       |
| |      | Bandera de ?         | align=left | X   |                       |
| |      | Bandera de ?         | align=left | X   |                       |
| |      | Bandera de ?         | align=left | X   |                       |
| |      | Bandera de ?         | align=left | X   |                       |
| 10 | DEL  | Bandera de Argentina | Messi      | X   | Fútbol Club Barcelona |
| Fuente: Liga Nacional de Fútbol Profesional (LFP) |      |                      |            |     |                       |

| \| N.º \| Pos. \| Nac. \| Jugador \| Ap. \| Equipo \| \| --------------------------------------------------------- \| ---- \| ---- \| ------------- \| --- \| ---------------------------- \| \| 25 \| POR \| \| Diego López \| X \| Real Madrid Club de Fútbol \| \| 4 \| DCT \| \| Cala \| 1 \| Sevilla Fútbol Club \| \| 15 \| DCT \| \| Angeleri \| X \| Málaga Club de Fútbol \| \| 14 \| CCD \| \| Mascherano \| X \| Fútbol Club Barcelona \| \| 8 \| MED \| \| Raúl García \| X \| Club Atlético de Madrid \| \| 14 \| MED \| \| Salva Sevilla \| X \| Real Betis Balompié \| \| 10 \| CMP \| \| Cani \| X \| Villarreal Club de Fútbol \| \| 12 \| EXT \| \| Lanzarote \| X \| Real Club Deportivo Espanyol \| \| 7 \| DEL \| \| El Hamdaoui \| X \| Málaga Club de Fútbol \| \| 11 \| EXT \| \| Neymar \| X \| Fútbol Club Barcelona \| \| 19 \| DEL \| \| Miku \| X \| Getafe Club de Fútbol \| \| Fuente: Liga Nacional de Fútbol Profesional (LFP)[66][67] \| \| \| \| \| \| | Diego López Cala Angeleri Mascherano Raúl García S. Sevilla Cani Lanzarote El Hamdaoui Neymar Miku |                      |               |     |                              |
| N.º | Pos.                                                                                               | Nac.                 | Jugador       | Ap. | Equipo                       |
| 25 | POR                                                                                                | Bandera de España    | Diego López   | X   | Real Madrid Club de Fútbol   |
| 4 | DCT                                                                                                | Bandera de España    | Cala          | 1   | Sevilla Fútbol Club          |
| 15 | DCT                                                                                                | Bandera de Argentina | Angeleri      | X   | Málaga Club de Fútbol        |
| 14 | CCD                                                                                                | Bandera de Argentina | Mascherano    | X   | Fútbol Club Barcelona        |
| 8 | MED                                                                                                | Bandera de España    | Raúl García   | X   | Club Atlético de Madrid      |
| 14 | MED                                                                                                | Bandera de España    | Salva Sevilla | X   | Real Betis Balompié          |
| 10 | CMP                                                                                                | Bandera de España    | Cani          | X   | Villarreal Club de Fútbol    |
| 12 | EXT                                                                                                | Bandera de España    | Lanzarote     | X   | Real Club Deportivo Espanyol |
| 7 | DEL                                                                                                | Bandera de Marruecos | El Hamdaoui   | X   | Málaga Club de Fútbol        |
| 11 | EXT                                                                                                | Bandera de Brasil    | Neymar        | X   | Fútbol Club Barcelona        |
| 19 | DEL                                                                                                | Bandera de Venezuela | Miku          | X   | Getafe Club de Fútbol        |
| Fuente: Liga Nacional de Fútbol Profesional (LFP) | |                      |               |     |                              |

| \| N.º. \| Pos. \| Nac. \| Jugador \| Ap. \| Equipo \| \| --------------------------------------------------------- \| ---- \| ---- \| ----------------- \| --- \| -------------------------- \| \| 1 \| POR \| \| Víctor Valdés \| X \| Fútbol Club Barcelona \| \| 2 \| LTD \| \| Nyom \| X \| Granada Club de Fútbol \| \| 5 \| DCT \| \| Víctor Ruiz \| X \| Valencia Club de Fútbol \| \| 17 \| LTD \| \| Arbeloa \| X \| Real Madrid Club de Fútbol \| \| 17 \| CDR \| \| Suso \| X \| Unión Deportiva Almería \| \| 4 \| MED \| \| Cesc Fàbregas \| X \| Fútbol Club Barcelona \| \| 8 \| MED \| \| Portillo \| X \| Málaga Club de Fútbol \| \| 6 \| MED \| \| Koke \| X \| Club Atlético de Madrid \| \| 7 \| EXT \| \| Pedro \| X \| Fútbol Club Barcelona \| \| 7 \| EXT \| \| Cristiano Ronaldo \| X \| Real Madrid Club de Fútbol \| \| 7 \| DEL \| \| Jonas \| X \| Valencia Club de Fútbol \| \| Fuente: Liga Nacional de Fútbol Profesional (LFP)[68][69] \| \| \| \| \| \| | Víctor Valdés Nyom Víctor Ruiz Arbeloa Suso Cesc Portillo Koke Pedro C. Ronaldo Jonas |                     |                   |     |                            |
| N.º. | Pos.                                                                                  | Nac.                | Jugador           | Ap. | Equipo                     |
| 1 | POR                                                                                   | Bandera de España   | Víctor Valdés     | X   | Fútbol Club Barcelona      |
| 2 | LTD                                                                                   | Bandera de Camerún  | Nyom              | X   | Granada Club de Fútbol     |
| 5 | DCT                                                                                   | Bandera de España   | Víctor Ruiz       | X   | Valencia Club de Fútbol    |
| 17 | LTD                                                                                   | Bandera de España   | Arbeloa           | X   | Real Madrid Club de Fútbol |
| 17 | CDR                                                                                   | Bandera de España   | Suso              | X   | Unión Deportiva Almería    |
| 4 | MED                                                                                   | Bandera de España   | Cesc Fàbregas     | X   | Fútbol Club Barcelona      |
| 8 | MED                                                                                   | Bandera de España   | Portillo          | X   | Málaga Club de Fútbol      |
| 6 | MED                                                                                   | Bandera de España   | Koke              | X   | Club Atlético de Madrid    |
| 7 | EXT                                                                                   | Bandera de España   | Pedro             | X   | Fútbol Club Barcelona      |
| 7 | EXT                                                                                   | Bandera de Portugal | Cristiano Ronaldo | X   | Real Madrid Club de Fútbol |
| 7 | DEL                                                                                   | Bandera de Brasil   | Jonas             | X   | Valencia Club de Fútbol    |
| Fuente: Liga Nacional de Fútbol Profesional (LFP) |                                                                                       |                     |                   |     |                            |

| \| N.º. \| Pos. \| Nac. \| Jugador \| Ap. \| Equipo \| \| --------------------------------------------------------- \| ---- \| ---- \| ----------------- \| --- \| ------------------------------ \| \| 13 \| POR \| \| Mariño \| X \| Real Valladolid Club de Fútbol \| \| 4 \| DCT \| \| Lisandro \| X \| Getafe Club de Fútbol \| \| 15 \| DCT \| \| Bartra \| X \| Fútbol Club Barcelona \| \| 21 \| LTI \| \| Edu Albácar \| X \| Elche Club de Fútbol \| \| 23 \| CMP \| \| Canales \| X \| Valencia Club de Fútbol \| \| 11 \| MED \| \| Rakitić \| X \| Sevilla Fútbol Club \| \| 8 \| MED \| \| Portillo \| X \| Málaga Club de Fútbol \| \| 7 \| EXT \| \| Cristiano Ronaldo \| X \| Real Madrid Club de Fútbol \| \| 9 \| DEL \| \| Bacca \| X \| Sevilla Fútbol Club \| \| 11 \| EXT \| \| Neymar \| X \| Fútbol Club Barcelona \| \| 19 \| DEL \| \| Diego Costa \| X \| Club Atlético de Madrid \| \| Fuente: Liga Nacional de Fútbol Profesional (LFP)[70][71] \| \| \| \| \| \| | Mariño Lisandro Bartra Edu Albácar Canales Rakitić Portillo C. Ronaldo Bacca Neymar Diego Costa |                      |                   |     |                                |
| N.º. | Pos.                                                                                            | Nac.                 | Jugador           | Ap. | Equipo                         |
| 13 | POR                                                                                             | Bandera de España    | Mariño            | X   | Real Valladolid Club de Fútbol |
| 4 | DCT                                                                                             | Bandera de Argentina | Lisandro          | X   | Getafe Club de Fútbol          |
| 15 | DCT                                                                                             | Bandera de España    | Bartra            | X   | Fútbol Club Barcelona          |
| 21 | LTI                                                                                             | Bandera de España    | Edu Albácar       | X   | Elche Club de Fútbol           |
| 23 | CMP                                                                                             | Bandera de España    | Canales           | X   | Valencia Club de Fútbol        |
| 11 | MED                                                                                             | Bandera de Croacia   | Rakitić           | X   | Sevilla Fútbol Club            |
| 8 | MED                                                                                             | Bandera de España    | Portillo          | X   | Málaga Club de Fútbol          |
| 7 | EXT                                                                                             | Bandera de Portugal  | Cristiano Ronaldo | X   | Real Madrid Club de Fútbol     |
| 9 | DEL                                                                                             | Bandera de Colombia  | Bacca             | X   | Sevilla Fútbol Club            |
| 11 | EXT                                                                                             | Bandera de Brasil    | Neymar            | X   | Fútbol Club Barcelona          |
| 19 | DEL                                                                                             | Bandera de España    | Diego Costa       | X   | Club Atlético de Madrid        |
| Fuente: Liga Nacional de Fútbol Profesional (LFP) |                                                                                                 |                      |                   |     |                                |

| \| N.º. \| Pos. \| Nac. \| Jugador \| Ap. \| Equipo \| \| --------------------------------------------------------- \| ---- \| ---- \| ------------ \| --- \| ----------------------- \| \| 1 \| POR \| \| Keylor Navas \| X \| Levante Unión Deportiva \| \| 15 \| DCT \| \| Bartra \| X \| Fútbol Club Barcelona \| \| 2 \| DCT \| \| Godín \| X \| Club Atlético de Madrid \| \| 21 \| LTI \| \| Adriano \| X \| Fútbol Club Barcelona \| \| 6 \| MED \| \| Koke \| X \| Club Atlético de Madrid \| \| 12 \| MED \| \| Tissone \| X \| Málaga Club de Fútbol \| \| 17 \| MED \| \| Javi Márquez \| X \| Elche Club de Fútbol \| \| 7 \| EXT \| \| Griezmann \| X \| Real Sociedad de Fútbol \| \| 7 \| DEL \| \| Jonas \| X \| Valencia Club de Fútbol \| \| 11 \| DEL \| \| Colunga \| X \| Getafe Club de Fútbol \| \| 19 \| DEL \| \| Diego Costa \| X \| Club Atlético de Madrid \| \| Fuente: Liga Nacional de Fútbol Profesional (LFP)[72][73] \| \| \| \| \| \| | Keylor Navas Bartra Godín Adriano Koke Tissone J. Márquez Griezmann Jonas Colunga Diego Costa |                       |              |     |                         |
| N.º. | Pos.                                                                                          | Nac.                  | Jugador      | Ap. | Equipo                  |
| 1 | POR                                                                                           | Bandera de Costa Rica | Keylor Navas | X   | Levante Unión Deportiva |
| 15 | DCT                                                                                           | Bandera de España     | Bartra       | X   | Fútbol Club Barcelona   |
| 2 | DCT                                                                                           | Bandera de Uruguay    | Godín        | X   | Club Atlético de Madrid |
| 21 | LTI                                                                                           | Bandera de Brasil     | Adriano      | X   | Fútbol Club Barcelona   |
| 6 | MED                                                                                           | Bandera de España     | Koke         | X   | Club Atlético de Madrid |
| 12 | MED                                                                                           | Bandera de Argentina  | Tissone      | X   | Málaga Club de Fútbol   |
| 17 | MED                                                                                           | Bandera de España     | Javi Márquez | X   | Elche Club de Fútbol    |
| 7 | EXT                                                                                           | Bandera de Francia    | Griezmann    | X   | Real Sociedad de Fútbol |
| 7 | DEL                                                                                           | Bandera de Brasil     | Jonas        | X   | Valencia Club de Fútbol |
| 11 | DEL                                                                                           | Bandera de España     | Colunga      | X   | Getafe Club de Fútbol   |
| 19 | DEL                                                                                           | Bandera de España     | Diego Costa  | X   | Club Atlético de Madrid |
| Fuente: Liga Nacional de Fútbol Profesional (LFP) |                                                                                               |                       |              |     |                         |

| \| N.º. \| Pos. \| Nac. \| Jugador \| Ap. \| Equipo \| \| --------------------------------------------------------- \| ---- \| ---- \| --------------- \| --- \| ------------------------- \| \| 13 \| POR \| \| Willy Caballero \| X \| Málaga Club de Fútbol \| \| 2 \| LTD \| \| Marc Bertrán \| 1 \| Club Atlético Osasuna \| \| 5 \| DCT \| \| Héctor Rodas \| 1 \| Levante Unión Deportiva \| \| 3 \| LTI \| \| Filipe Luís \| X \| Club Atlético de Madrid \| \| 14 \| CDR \| \| Pedro León \| X \| Getafe Club de Fútbol \| \| 21 \| CCD \| \| Bruno Soriano \| X \| Villarreal Club de Fútbol \| \| 11 \| MED \| \| Rakitić \| X \| Sevilla Fútbol Club \| \| 10 \| CMP \| \| Cani \| X \| Villarreal Club de Fútbol \| \| 9 \| EXT \| \| Alexis \| X \| Fútbol Club Barcelona \| \| 11 \| EXT \| \| Neymar \| X \| Fútbol Club Barcelona \| \| 11 \| DEL \| \| Coro \| 1 \| Elche Club de Fútbol \| \| Fuente: Liga Nacional de Fútbol Profesional (LFP)[74][75] \| \| \| \| \| \| | Willy Caballero Marc Bertrán Héctor Rodas Filipe Luís Pedro León Bruno Rakitić Cani Alexis Neymar Coro |                      |                 |     |                           |
| N.º. | Pos.                                                                                                   | Nac.                 | Jugador         | Ap. | Equipo                    |
| 13 | POR | Bandera de Argentina | Willy Caballero | X   | Málaga Club de Fútbol     |
| 2 | LTD | Bandera de España    | Marc Bertrán    | 1   | Club Atlético Osasuna     |
| 5 | DCT | Bandera de España    | Héctor Rodas    | 1   | Levante Unión Deportiva   |
| 3 | LTI | Bandera de Brasil    | Filipe Luís     | X   | Club Atlético de Madrid   |
| 14 | CDR | Bandera de España    | Pedro León      | X   | Getafe Club de Fútbol     |
| 21 | CCD | Bandera de España    | Bruno Soriano   | X   | Villarreal Club de Fútbol |
| 11 | MED | Bandera de Croacia   | Rakitić         | X   | Sevilla Fútbol Club       |
| 10 | CMP | Bandera de España    | Cani            | X   | Villarreal Club de Fútbol |
| 9 | EXT | Bandera de Chile     | Alexis          | X   | Fútbol Club Barcelona     |
| 11 | EXT | Bandera de Brasil    | Neymar          | X   | Fútbol Club Barcelona     |
| 11 | DEL | Bandera de España    | Coro            | 1   | Elche Club de Fútbol      |
| Fuente: Liga Nacional de Fútbol Profesional (LFP) | |                      |                 |     |                           |

| \| N.º. \| Pos. \| Nac. \| Jugador \| Ap. \| Equipo \| \| --------------------------------------------------------- \| ---- \| ---- \| --------------- \| --- \| ---------------------------- \| \| 13 \| POR \| \| Willy Caballero \| X \| Málaga Club de Fútbol \| \| 15 \| LTD \| \| Carvajal \| X \| Real Madrid Club de Fútbol \| \| 14 \| DCT \| \| Arribas \| 1 \| Club Atlético Osasuna \| \| 5 \| DCT \| \| Gálvez \| 1 \| Rayo Vallecano de Madrid \| \| 14 \| CDR \| \| Pedro León \| X \| Getafe Club de Fútbol \| \| 14 \| MED \| \| Rubén Pardo \| X \| Real Sociedad de Fútbol \| \| 14 \| MED \| \| David López \| X \| Real Club Deportivo Espanyol \| \| 22 \| CIZ \| \| Di María \| X \| Real Madrid Club de Fútbol \| \| 16 \| EXT \| \| Fidel \| 1 \| Elche Club de Fútbol \| \| 7 \| EXT \| \| Griezmann \| X \| Real Sociedad de Fútbol \| \| 11 \| DEL \| \| Colunga \| 1 \| Getafe Club de Fútbol \| \| Fuente: Liga Nacional de Fútbol Profesional (LFP)[76][77] \| \| \| \| \| \| | Willy Caballero Carvajal Arribas Gálvez Pedro León R. Pardo D. López Di María Fidel Griezmann Colunga |                      |                 |     |                              |
| N.º. | Pos.                                                                                                  | Nac.                 | Jugador         | Ap. | Equipo                       |
| 13 | POR                                                                                                   | Bandera de Argentina | Willy Caballero | X   | Málaga Club de Fútbol        |
| 15 | LTD                                                                                                   | Bandera de España    | Carvajal        | X   | Real Madrid Club de Fútbol   |
| 14 | DCT                                                                                                   | Bandera de España    | Arribas         | 1   | Club Atlético Osasuna        |
| 5 | DCT                                                                                                   | Bandera de España    | Gálvez          | 1   | Rayo Vallecano de Madrid     |
| 14 | CDR                                                                                                   | Bandera de España    | Pedro León      | X   | Getafe Club de Fútbol        |
| 14 | MED                                                                                                   | Bandera de España    | Rubén Pardo     | X   | Real Sociedad de Fútbol      |
| 14 | MED                                                                                                   | Bandera de España    | David López     | X   | Real Club Deportivo Espanyol |
| 22 | CIZ                                                                                                   | Bandera de Argentina | Di María        | X   | Real Madrid Club de Fútbol   |
| 16 | EXT                                                                                                   | Bandera de España    | Fidel           | 1   | Elche Club de Fútbol         |
| 7 | EXT                                                                                                   | Bandera de Francia   | Griezmann       | X   | Real Sociedad de Fútbol      |
| 11 | DEL                                                                                                   | Bandera de España    | Colunga         | 1   | Getafe Club de Fútbol        |
| Fuente: Liga Nacional de Fútbol Profesional (LFP) | |                      |                 |     |                              |

| \| N.º. \| Pos. \| Nac. \| Jugador \| Ap. \| Equipo \| \| --------------------------------------------------------- \| ---- \| ---- \| ------------- \| --- \| ------------------------------ \| \| 1 \| POR \| \| Víctor Valdés \| X \| Fútbol Club Barcelona \| \| 3 \| DCT \| \| Piqué \| 1 \| Fútbol Club Barcelona \| \| 22 \| CCD \| \| M'Bia \| 1 \| Sevilla Fútbol Club \| \| 20 \| LTI \| \| José Ángel \| 1 \| Real Sociedad de Fútbol \| \| 8 \| CDR \| \| El Zhar \| 1 \| Levante Unión Deportiva \| \| 8 \| MED \| \| Álex López \| 1 \| Real Club Celta de Vigo \| \| 20 \| CDR \| \| Ebert \| 1 \| Real Valladolid Club de Fútbol \| \| 7 \| EXT \| \| Griezmann \| X \| Real Sociedad de Fútbol \| \| 9 \| EXT \| \| Giovani \| 1 \| Villarreal Club de Fútbol \| \| 11 \| EXT \| \| Neymar \| X \| Fútbol Club Barcelona \| \| 9 \| DEL \| \| Villa \| X \| Club Atlético de Madrid \| \| Fuente: Liga Nacional de Fútbol Profesional (LFP)[78][79] \| \| \| \| \| \| | Víctor Valdés Piqué M'Bia José Ángel El Zhar Álex López Ebert Griezmann Giovani Neymar Villa |                      |               |     |                                |
| N.º. | Pos.                                                                                         | Nac.                 | Jugador       | Ap. | Equipo                         |
| 1 | POR                                                                                          | Bandera de España    | Víctor Valdés | X   | Fútbol Club Barcelona          |
| 3 | DCT                                                                                          | Bandera de España    | Piqué         | 1   | Fútbol Club Barcelona          |
| 22 | CCD                                                                                          | Bandera de Camerún   | M'Bia         | 1   | Sevilla Fútbol Club            |
| 20 | LTI                                                                                          | Bandera de España    | José Ángel    | 1   | Real Sociedad de Fútbol        |
| 8 | CDR                                                                                          | Bandera de Marruecos | El Zhar       | 1   | Levante Unión Deportiva        |
| 8 | MED                                                                                          | Bandera de España    | Álex López    | 1   | Real Club Celta de Vigo        |
| 20 | CDR                                                                                          | Bandera de Alemania  | Ebert         | 1   | Real Valladolid Club de Fútbol |
| 7 | EXT                                                                                          | Bandera de Francia   | Griezmann     | X   | Real Sociedad de Fútbol        |
| 9 | EXT                                                                                          | Bandera de México    | Giovani       | 1   | Villarreal Club de Fútbol      |
| 11 | EXT                                                                                          | Bandera de Brasil    | Neymar        | X   | Fútbol Club Barcelona          |
| 9 | DEL                                                                                          | Bandera de España    | Villa         | X   | Club Atlético de Madrid        |
| Fuente: Liga Nacional de Fútbol Profesional (LFP) |                                                                                              |                      |               |     |                                |

| \| N.º. \| Pos. \| Nac. \| Jugador \| Ap. \| Equipo \| \| --------------------------------------------------------- \| ---- \| ---- \| ----------------- \| --- \| ------------------------------ \| \| 13 \| POR \| \| Kiko Casilla \| X \| Real Club Deportivo Espanyol \| \| 15 \| LTD \| \| Oier \| X \| Club Atlético Osasuna \| \| 2 \| DCT \| \| Torsiglieri \| X \| Unión Deportiva Almería \| \| 12 \| LTI \| \| Marcelo \| X \| Real Madrid Club de Fútbol \| \| 11 \| CIZ \| \| Bale \| X \| Real Madrid Club de Fútbol \| \| 4 \| MED \| \| Cesc Fàbregas \| X \| Fútbol Club Barcelona \| \| 11 \| CDR \| \| Larsson \| X \| Real Valladolid Club de Fútbol \| \| 7 \| EXT \| \| Griezmann \| X \| Real Sociedad de Fútbol \| \| 9 \| EXT \| \| Alexis \| X \| Fútbol Club Barcelona \| \| 7 \| EXT \| \| Cristiano Ronaldo \| X \| Real Madrid Club de Fútbol \| \| 9 \| DEL \| \| Benzema \| X \| Real Madrid Club de Fútbol \| \| Fuente: Liga Nacional de Fútbol Profesional (LFP)[80][81] \| \| \| \| \| \| | Kiko Casilla Oier Torsiglieri Marcelo Bale Cesc Larsson Griezmann Alexis C. Ronaldo Benzema |                      |                   |     |                                |
| N.º. | Pos.                                                                                        | Nac.                 | Jugador           | Ap. | Equipo                         |
| 13 | POR                                                                                         | Bandera de España    | Kiko Casilla      | X   | Real Club Deportivo Espanyol   |
| 15 | LTD                                                                                         | Bandera de España    | Oier              | X   | Club Atlético Osasuna          |
| 2 | DCT                                                                                         | Bandera de Argentina | Torsiglieri       | X   | Unión Deportiva Almería        |
| 12 | LTI                                                                                         | Bandera de Brasil    | Marcelo           | X   | Real Madrid Club de Fútbol     |
| 11 | CIZ                                                                                         | Bandera de Gales     | Bale              | X   | Real Madrid Club de Fútbol     |
| 4 | MED                                                                                         | Bandera de España    | Cesc Fàbregas     | X   | Fútbol Club Barcelona          |
| 11 | CDR                                                                                         | Bandera de Suecia    | Larsson           | X   | Real Valladolid Club de Fútbol |
| 7 | EXT                                                                                         | Bandera de Francia   | Griezmann         | X   | Real Sociedad de Fútbol        |
| 9 | EXT                                                                                         | Bandera de Chile     | Alexis            | X   | Fútbol Club Barcelona          |
| 7 | EXT                                                                                         | Bandera de Portugal  | Cristiano Ronaldo | X   | Real Madrid Club de Fútbol     |
| 9 | DEL                                                                                         | Bandera de Francia   | Benzema           | X   | Real Madrid Club de Fútbol     |
| Fuente: Liga Nacional de Fútbol Profesional (LFP) |                                                                                             |                      |                   |     |                                |

| \| N.º. \| Pos. \| Nac. \| Jugador \| Ap. \| Equipo \| \| --------------------------------------------------------- \| ---- \| ---- \| ----------------- \| --- \| -------------------------- \| \| 13 \| POR \| \| Roberto \| X \| Granada Club de Fútbol \| \| 19 \| LTD \| \| Barragán \| X \| Valencia Club de Fútbol \| \| 6 \| DCT \| \| Íñigo Martínez \| X \| Real Sociedad de Fútbol \| \| 3 \| DCT \| \| Fontàs \| X \| Real Club Celta de Vigo \| \| 11 \| CIZ \| \| Bale \| X \| Real Madrid Club de Fútbol \| \| 14 \| MED \| \| Rubén Pardo \| X \| Real Sociedad de Fútbol \| \| 8 \| CIZ \| \| Aleix Vidal \| 1 \| Unión Deportiva Almería \| \| 18 \| EXT \| \| Eliseu \| X \| Málaga Club de Fútbol \| \| 11 \| EXT \| \| Neymar \| X \| Fútbol Club Barcelona \| \| 7 \| EXT \| \| Cristiano Ronaldo \| X \| Real Madrid Club de Fútbol \| \| 9 \| DEL \| \| Villa \| X \| Club Atlético de Madrid \| \| Fuente: Liga Nacional de Fútbol Profesional (LFP)[82][83] \| \| \| \| \| \| | Roberto Barragán Íñigo Martínez Fontàs Bale R. Pardo A. Vidal Eliseu Neymar C. Ronaldo Villa |                     |                   |     |                            |
| N.º. | Pos.                                                                                         | Nac.                | Jugador           | Ap. | Equipo                     |
| 13 | POR                                                                                          | Bandera de España   | Roberto           | X   | Granada Club de Fútbol     |
| 19 | LTD                                                                                          | Bandera de España   | Barragán          | X   | Valencia Club de Fútbol    |
| 6 | DCT                                                                                          | Bandera de España   | Íñigo Martínez    | X   | Real Sociedad de Fútbol    |
| 3 | DCT                                                                                          | Bandera de España   | Fontàs            | X   | Real Club Celta de Vigo    |
| 11 | CIZ                                                                                          | Bandera de Gales    | Bale              | X   | Real Madrid Club de Fútbol |
| 14 | MED                                                                                          | Bandera de España   | Rubén Pardo       | X   | Real Sociedad de Fútbol    |
| 8 | CIZ                                                                                          | Bandera de España   | Aleix Vidal       | 1   | Unión Deportiva Almería    |
| 18 | EXT                                                                                          | Bandera de Portugal | Eliseu            | X   | Málaga Club de Fútbol      |
| 11 | EXT                                                                                          | Bandera de Brasil   | Neymar            | X   | Fútbol Club Barcelona      |
| 7 | EXT                                                                                          | Bandera de Portugal | Cristiano Ronaldo | X   | Real Madrid Club de Fútbol |
| 9 | DEL                                                                                          | Bandera de España   | Villa             | X   | Club Atlético de Madrid    |
| Fuente: Liga Nacional de Fútbol Profesional (LFP) |                                                                                              |                     |                   |     |                            |

| \| N.º. \| Pos. \| Nac. \| Jugador \| Ap. \| Equipo \| \| --------------------------------------------------------- \| ---- \| ---- \| ----------------- \| --- \| ------------------------------ \| \| 1 \| POR \| \| Esteban \| X \| Unión Deportiva Almería \| \| 2 \| LTD \| \| Tito \| X \| Rayo Vallecano de Madrid \| \| 2 \| DCT \| \| Fazio \| X \| Sevilla Fútbol Club \| \| 24 \| LTD \| \| Alcatraz \| X \| Real Valladolid Club de Fútbol \| \| 10 \| CDR \| \| Brahimi \| X \| Granada Club de Fútbol \| \| 21 \| CCD \| \| Bruno Soriano \| X \| Villarreal Club de Fútbol \| \| 17 \| MED \| \| Mikel Rico \| 1 \| Athletic Club \| \| 11 \| MED \| \| Rakitić \| X \| Sevilla Fútbol Club \| \| 4 \| MED \| \| Cesc Fàbregas \| X \| Fútbol Club Barcelona \| \| 7 \| EXT \| \| Cristiano Ronaldo \| X \| Real Madrid Club de Fútbol \| \| 9 \| DEL \| \| El-Arabi \| X \| Granada Club de Fútbol \| \| Fuente: Liga Nacional de Fútbol Profesional (LFP)[84][85] \| \| \| \| \| \| | Esteban Tito Fazio Alcatraz Brahimi B. Soriano M. Rico Rakitić Cesc C. Ronaldo El-Arabi |                      |                   |     |                                |
| N.º. | Pos.                                                                                    | Nac.                 | Jugador           | Ap. | Equipo                         |
| 1 | POR                                                                                     | Bandera de España    | Esteban           | X   | Unión Deportiva Almería        |
| 2 | LTD                                                                                     | Bandera de España    | Tito              | X   | Rayo Vallecano de Madrid       |
| 2 | DCT                                                                                     | Bandera de Argentina | Fazio             | X   | Sevilla Fútbol Club            |
| 24 | LTD                                                                                     | Bandera de Colombia  | Alcatraz          | X   | Real Valladolid Club de Fútbol |
| 10 | CDR                                                                                     | Bandera de Argelia   | Brahimi           | X   | Granada Club de Fútbol         |
| 21 | CCD                                                                                     | Bandera de España    | Bruno Soriano     | X   | Villarreal Club de Fútbol      |
| 17 | MED                                                                                     | Bandera de España    | Mikel Rico        | 1   | Athletic Club                  |
| 11 | MED                                                                                     | Bandera de Croacia   | Rakitić           | X   | Sevilla Fútbol Club            |
| 4 | MED                                                                                     | Bandera de España    | Cesc Fàbregas     | X   | Fútbol Club Barcelona          |
| 7 | EXT                                                                                     | Bandera de Portugal  | Cristiano Ronaldo | X   | Real Madrid Club de Fútbol     |
| 9 | DEL                                                                                     | Bandera de Marruecos | El-Arabi          | X   | Granada Club de Fútbol         |
| Fuente: Liga Nacional de Fútbol Profesional (LFP) |                                                                                         |                      |                   |     |                                |

| \| N.º. \| Pos. \| Nac. \| Jugador \| Ap. \| Equipo \| \| --------------------------------------------------------- \| ---- \| ---- \| ---------------- \| --- \| ---------------------------- \| \| 13 \| POR \| \| Andrés Fernández \| X \| Club Atlético Osasuna \| \| 15 \| LTD \| \| Carvajal \| X \| Real Madrid Club de Fútbol \| \| 15 \| DCT \| \| Bartra \| X \| Fútbol Club Barcelona \| \| 3 \| LTI \| \| Filipe Luís \| X \| Club Atlético de Madrid \| \| 19 \| CDR \| \| Reyes \| X \| Sevilla Fútbol Club \| \| 6 \| MED \| \| Iniesta \| X \| Fútbol Club Barcelona \| \| 8 \| MED \| \| Raúl García \| X \| Club Atlético de Madrid \| \| 23 \| CMP \| \| Isco \| X \| Real Madrid Club de Fútbol \| \| 8 \| DEL \| \| Uche \| 1 \| Villarreal Club de Fútbol \| \| 11 \| EXT \| \| Carlos Vela \| X \| Real Sociedad de Fútbol \| \| 9 \| DEL \| \| Sergio García \| X \| Real Club Deportivo Espanyol \| \| Fuente: Liga Nacional de Fútbol Profesional (LFP)[86][87] \| \| \| \| \| \| | Andrés Fdez. Carvajal Bartra Filipe Luís Reyes Iniesta Raúl García Isco Uche Carlos Vela Sergio García |                    |                  |     |                              |
| N.º. | Pos.                                                                                                   | Nac.               | Jugador          | Ap. | Equipo                       |
| 13 | POR | Bandera de España  | Andrés Fernández | X   | Club Atlético Osasuna        |
| 15 | LTD | Bandera de España  | Carvajal         | X   | Real Madrid Club de Fútbol   |
| 15 | DCT | Bandera de España  | Bartra           | X   | Fútbol Club Barcelona        |
| 3 | LTI | Bandera de Brasil  | Filipe Luís      | X   | Club Atlético de Madrid      |
| 19 | CDR | Bandera de España  | Reyes            | X   | Sevilla Fútbol Club          |
| 6 | MED | Bandera de España  | Iniesta          | X   | Fútbol Club Barcelona        |
| 8 | MED | Bandera de España  | Raúl García      | X   | Club Atlético de Madrid      |
| 23 | CMP | Bandera de España  | Isco             | X   | Real Madrid Club de Fútbol   |
| 8 | DEL | Bandera de Nigeria | Uche             | 1   | Villarreal Club de Fútbol    |
| 11 | EXT | Bandera de México  | Carlos Vela      | X   | Real Sociedad de Fútbol      |
| 9 | DEL | Bandera de España  | Sergio García    | X   | Real Club Deportivo Espanyol |
| Fuente: Liga Nacional de Fútbol Profesional (LFP) | |                    |                  |     |                              |

| \| N.º. \| Pos. \| Nac. \| Jugador \| Ap. \| Equipo \| \| --------------------------------------------------------- \| ---- \| ---- \| ----------- \| --- \| -------------------------- \| \| 13 \| POR \| \| Beto \| 1 \| Sevilla Fútbol Club \| \| 2 \| LTD \| \| Hugo Mallo \| X \| Real Club Celta de Vigo \| \| 23 \| DCT \| \| Miranda \| X \| Club Atlético de Madrid \| \| 12 \| LTI \| \| Marcelo \| X \| Real Madrid Club de Fútbol \| \| 11 \| CIZ \| \| Bale \| X \| Real Madrid Club de Fútbol \| \| 8 \| CCD \| \| Iturraspe \| X \| Athletic Club \| \| 14 \| MED \| \| Rubén Pardo \| X \| Real Sociedad de Fútbol \| \| 23 \| CMP \| \| Bueno \| X \| Rayo Vallecano de Madrid \| \| 14 \| EXT \| \| Susaeta \| X \| Athletic Club \| \| 7 \| DEL \| \| Jonas \| X \| Valencia Club de Fútbol \| \| 9 \| DEL \| \| Bacca \| X \| Sevilla Fútbol Club \| \| Fuente: Liga Nacional de Fútbol Profesional (LFP)[88][89] \| \| \| \| \| \| | Beto Hugo Mallo Miranda Marcelo Bale Iturraspe R. Pardo Bueno Susaeta Jonas Bacca |                     |             |     |                            |
| N.º. | Pos.                                                                              | Nac.                | Jugador     | Ap. | Equipo                     |
| 13 | POR                                                                               | Bandera de Portugal | Beto        | 1   | Sevilla Fútbol Club        |
| 2 | LTD                                                                               | Bandera de España   | Hugo Mallo  | X   | Real Club Celta de Vigo    |
| 23 | DCT                                                                               | Bandera de Brasil   | Miranda     | X   | Club Atlético de Madrid    |
| 12 | LTI                                                                               | Bandera de Brasil   | Marcelo     | X   | Real Madrid Club de Fútbol |
| 11 | CIZ                                                                               | Bandera de Gales    | Bale        | X   | Real Madrid Club de Fútbol |
| 8 | CCD                                                                               | Bandera de España   | Iturraspe   | X   | Athletic Club              |
| 14 | MED                                                                               | Bandera de España   | Rubén Pardo | X   | Real Sociedad de Fútbol    |
| 23 | CMP                                                                               | Bandera de España   | Bueno       | X   | Rayo Vallecano de Madrid   |
| 14 | EXT                                                                               | Bandera de España   | Susaeta     | X   | Athletic Club              |
| 7 | DEL                                                                               | Bandera de Brasil   | Jonas       | X   | Valencia Club de Fútbol    |
| 9 | DEL                                                                               | Bandera de Colombia | Bacca       | X   | Sevilla Fútbol Club        |
| Fuente: Liga Nacional de Fútbol Profesional (LFP) |                                                                                   |                     |             |     |                            |

| \| N.º. \| Pos. \| Nac. \| Jugador \| Ap. \| Equipo \| \| --------------------------------------------------------- \| ---- \| ---- \| -------------- \| --- \| ------------------------------ \| \| 1 \| POR \| \| Esteban \| X \| Unión Deportiva Almería \| \| 2 \| LTD \| \| Marc Bertrán \| X \| Club Atlético Osasuna \| \| 5 \| DCT \| \| Musacchio \| X \| Villarreal Club de Fútbol \| \| 24 \| DCT \| \| Jeison Murillo \| 1 \| Granada Club de Fútbol \| \| 23 \| CMP \| \| Isco \| X \| Real Madrid Club de Fútbol \| \| 16 \| CCD \| \| Busquets \| X \| Fútbol Club Barcelona \| \| 14 \| MED \| \| Rubén Pardo \| X \| Real Sociedad de Fútbol \| \| 11 \| EXT \| \| Neymar \| X \| Fútbol Club Barcelona \| \| 7 \| DEL \| \| Barral \| 1 \| Levante Unión Deportiva \| \| 19 \| DEL \| \| Diego Costa \| X \| Club Atlético de Madrid \| \| 9 \| DEL \| \| Javi Guerra \| X \| Real Valladolid Club de Fútbol \| \| Fuente: Liga Nacional de Fútbol Profesional (LFP)[90][91] \| \| \| \| \| \| | Esteban Marc Bertrán Musacchio Jeison Murillo Isco Busquets R. Pardo Neymar Barral Diego Costa Javi Guerra |                      |                |     |                                |
| N.º. | Pos. | Nac.                 | Jugador        | Ap. | Equipo                         |
| 1 | POR | Bandera de España    | Esteban        | X   | Unión Deportiva Almería        |
| 2 | LTD | Bandera de España    | Marc Bertrán   | X   | Club Atlético Osasuna          |
| 5 | DCT | Bandera de Argentina | Musacchio      | X   | Villarreal Club de Fútbol      |
| 24 | DCT | Bandera de Colombia  | Jeison Murillo | 1   | Granada Club de Fútbol         |
| 23 | CMP | Bandera de España    | Isco           | X   | Real Madrid Club de Fútbol     |
| 16 | CCD | Bandera de España    | Busquets       | X   | Fútbol Club Barcelona          |
| 14 | MED | Bandera de España    | Rubén Pardo    | X   | Real Sociedad de Fútbol        |
| 11 | EXT | Bandera de Brasil    | Neymar         | X   | Fútbol Club Barcelona          |
| 7 | DEL | Bandera de España    | Barral         | 1   | Levante Unión Deportiva        |
| 19 | DEL | Bandera de España    | Diego Costa    | X   | Club Atlético de Madrid        |
| 9 | DEL | Bandera de España    | Javi Guerra    | X   | Real Valladolid Club de Fútbol |
| Fuente: Liga Nacional de Fútbol Profesional (LFP) | |                      |                |     |                                |

| \| N.º. \| Pos. \| Nac. \| Jugador \| Ap. \| Equipo \| \| --------------------------------------------------------- \| ---- \| ---- \| ---------- \| --- \| --------------------- \| \| \| \| \| align=left \| X \| \| \| \| \| \| align=left \| X \| \| \| \| \| \| align=left \| X \| \| \| \| \| \| align=left \| X \| \| \| \| \| \| align=left \| X \| \| \| \| \| \| align=left \| X \| \| \| \| \| \| align=left \| X \| \| \| \| \| \| align=left \| X \| \| \| \| \| \| align=left \| X \| \| \| 7 \| EXT \| \| Pedro \| X \| Fútbol Club Barcelona \| \| \| \| \| align=left \| X \| \| \| Fuente: Liga Nacional de Fútbol Profesional (LFP)[92][93] \| \| \| \| \| \| | X    |                   |            |     |                       |
| N.º. | Pos. | Nac.              | Jugador    | Ap. | Equipo                |
| |      | Bandera de ?      | align=left | X   |                       |
| |      | Bandera de ?      | align=left | X   |                       |
| |      | Bandera de ?      | align=left | X   |                       |
| |      | Bandera de ?      | align=left | X   |                       |
| |      | Bandera de ?      | align=left | X   |                       |
| |      | Bandera de ?      | align=left | X   |                       |
| |      | Bandera de ?      | align=left | X   |                       |
| |      | Bandera de ?      | align=left | X   |                       |
| |      | Bandera de ?      | align=left | X   |                       |
| 7 | EXT  | Bandera de España | Pedro      | X   | Fútbol Club Barcelona |
| |      | Bandera de ?      | align=left | X   |                       |
| Fuente: Liga Nacional de Fútbol Profesional (LFP) |      |                   |            |     |                       |

| \| N.º \| Pos. \| Nac. \| Jugador \| Ap. \| Equipo \| \| --------------------------------------------------------- \| ---- \| ---- \| ----------- \| --- \| ------------------------------ \| \| 13 \| POR \| \| Mariño \| X \| Real Valladolid Club de Fútbol \| \| 2 \| DCT \| \| Godín \| X \| Club Atlético de Madrid \| \| 4 \| DCT \| \| Amaya \| 1 \| Real Betis Balompié \| \| 16 \| LTI \| \| Dubarbier \| 1 \| Unión Deportiva Almería \| \| 8 \| CDR \| \| Feghouli \| 1 \| Valencia Club de Fútbol \| \| 11 \| MED \| \| Rakitić \| X \| Sevilla Fútbol Club \| \| 12 \| CMP \| \| Rafinha \| 1 \| Real Club Celta de Vigo \| \| 8 \| EXT \| \| Aleix Vidal \| 2 \| Unión Deportiva Almería \| \| 8 \| DEL \| \| Uche \| 2 \| Villarreal Club de Fútbol \| \| 9 \| EXT \| \| Alexis \| X \| Fútbol Club Barcelona \| \| 9 \| DEL \| \| Bacca \| X \| Sevilla Fútbol Club \| \| Fuente: Liga Nacional de Fútbol Profesional (LFP)[94][95] \| \| \| \| \| \| | X    |                      |             |     |                                |
| N.º | Pos. | Nac.                 | Jugador     | Ap. | Equipo                         |
| 13 | POR  | Bandera de España    | Mariño      | X   | Real Valladolid Club de Fútbol |
| 2 | DCT  | Bandera de Uruguay   | Godín       | X   | Club Atlético de Madrid        |
| 4 | DCT  | Bandera de España    | Amaya       | 1   | Real Betis Balompié            |
| 16 | LTI  | Bandera de Argentina | Dubarbier   | 1   | Unión Deportiva Almería        |
| 8 | CDR  | Bandera de Argelia   | Feghouli    | 1   | Valencia Club de Fútbol        |
| 11 | MED  | Bandera de Croacia   | Rakitić     | X   | Sevilla Fútbol Club            |
| 12 | CMP  | Bandera de Brasil    | Rafinha     | 1   | Real Club Celta de Vigo        |
| 8 | EXT  | Bandera de España    | Aleix Vidal | 2   | Unión Deportiva Almería        |
| 8 | DEL  | Bandera de Nigeria   | Uche        | 2   | Villarreal Club de Fútbol      |
| 9 | EXT  | Bandera de Chile     | Alexis      | X   | Fútbol Club Barcelona          |
| 9 | DEL  | Bandera de Colombia  | Bacca       | X   | Sevilla Fútbol Club            |
| Fuente: Liga Nacional de Fútbol Profesional (LFP) |      |                      |             |     |                                |

| \| N.º \| Pos. \| Nac. \| Jugador \| Ap. \| Equipo \| \| --------------------------------------------------------- \| ---- \| ---- \| -------------- \| --- \| ---------------------------- \| \| 13 \| POR \| \| Kiko Casilla \| X \| Real Club Deportivo Espanyol \| \| 24 \| DCT \| \| Jeison Murillo \| 2 \| Granada Club de Fútbol \| \| 3 \| DCT \| \| Piqué \| 2 \| Fútbol Club Barcelona \| \| 3 \| LTI \| \| Nacho \| 1 \| Rayo Vallecano de Madrid \| \| 12 \| CMP \| \| Rafinha \| 2 \| Real Club Celta de Vigo \| \| 17 \| MED \| \| Mikel Rico \| 2 \| Athletic Club \| \| 12 \| MED \| \| Recio \| 1 \| Granada Club de Fútbol \| \| 19 \| MED \| \| Modrić \| 1 \| Real Madrid Club de Fútbol \| \| 9 \| EXT \| \| Giovani \| 1 \| Villarreal Club de Fútbol \| \| 10 \| CMP \| \| Arda Turan \| 2 \| Club Atlético de Madrid \| \| 11 \| DEL \| \| Charles \| 1 \| Real Club Celta de Vigo \| \| Fuente: Liga Nacional de Fútbol Profesional (LFP)[96][97] \| \| \| \| \| \| | X    |                     |                |     |                              |
| N.º | Pos. | Nac.                | Jugador        | Ap. | Equipo                       |
| 13 | POR  | Bandera de España   | Kiko Casilla   | X   | Real Club Deportivo Espanyol |
| 24 | DCT  | Bandera de Colombia | Jeison Murillo | 2   | Granada Club de Fútbol       |
| 3 | DCT  | Bandera de España   | Piqué          | 2   | Fútbol Club Barcelona        |
| 3 | LTI  | Bandera de España   | Nacho          | 1   | Rayo Vallecano de Madrid     |
| 12 | CMP  | Bandera de Brasil   | Rafinha        | 2   | Real Club Celta de Vigo      |
| 17 | MED  | Bandera de España   | Mikel Rico     | 2   | Athletic Club                |
| 12 | MED  | Bandera de España   | Recio          | 1   | Granada Club de Fútbol       |
| 19 | MED  | Bandera de Croacia  | Modrić         | 1   | Real Madrid Club de Fútbol   |
| 9 | EXT  | Bandera de México   | Giovani        | 1   | Villarreal Club de Fútbol    |
| 10 | CMP  | Bandera de Turquía  | Arda Turan     | 2   | Club Atlético de Madrid      |
| 11 | DEL  | Bandera de Brasil   | Charles        | 1   | Real Club Celta de Vigo      |
| Fuente: Liga Nacional de Fútbol Profesional (LFP) |      |                     |                |     |                              |

### Once ideal
| \| N.º \| Pos. \| Nac. \| Jugador \| Equipo \| \| ----------------------------------------------------- \| ---- \| ---- \| ----------------- \| -------------------------- \| \| 13 \| POR \| \| Courtois \| Club Atlético de Madrid \| \| 4 \| DCT \| \| Laporte \| Athletic Club \| \| 5 \| DCT \| \| Musacchio \| Villarreal Club de Fútbol \| \| 3 \| LTI \| \| Filipe Luís \| Club Atlético de Madrid \| \| 6 \| MED \| \| Koke \| Club Atlético de Madrid \| \| 21 \| CCD \| \| Bruno Soriano \| Villarreal Club de Fútbol \| \| 11 \| MED \| \| Rakitić \| Sevilla Fútbol Club \| \| 4 \| MED \| \| Cesc Fàbregas \| Fútbol Club Barcelona \| \| 7 \| EXT \| \| Griezmann \| Real Sociedad de Fútbol \| \| 7 \| EXT \| \| Cristiano Ronaldo \| Real Madrid Club de Fútbol \| \| 19 \| DEL \| \| Diego Costa \| Club Atlético de Madrid \| \| Fuente: Liga Nacional de Fútbol Profesional (LFP)[98] \| \| \| \| \| | Courtois Laporte Musacchio Filipe Luís Koke B. Soriano Rakitić Cesc Griezmann C. Ronaldo Diego Costa |                      |                   |                            |
| N.º | Pos.                                                                                                 | Nac.                 | Jugador           | Equipo                     |
| 13 | POR                                                                                                  | Bandera de Bélgica   | Courtois          | Club Atlético de Madrid    |
| 4 | DCT                                                                                                  | Bandera de Francia   | Laporte           | Athletic Club              |
| 5 | DCT                                                                                                  | Bandera de Argentina | Musacchio         | Villarreal Club de Fútbol  |
| 3 | LTI                                                                                                  | Bandera de Brasil    | Filipe Luís       | Club Atlético de Madrid    |
| 6 | MED                                                                                                  | Bandera de España    | Koke              | Club Atlético de Madrid    |
| 21 | CCD                                                                                                  | Bandera de España    | Bruno Soriano     | Villarreal Club de Fútbol  |
| 11 | MED                                                                                                  | Bandera de Croacia   | Rakitić           | Sevilla Fútbol Club        |
| 4 | MED                                                                                                  | Bandera de España    | Cesc Fàbregas     | Fútbol Club Barcelona      |
| 7 | EXT                                                                                                  | Bandera de Francia   | Griezmann         | Real Sociedad de Fútbol    |
| 7 | EXT                                                                                                  | Bandera de Portugal  | Cristiano Ronaldo | Real Madrid Club de Fútbol |
| 19 | DEL                                                                                                  | Bandera de España    | Diego Costa       | Club Atlético de Madrid    |
| Fuente: Liga Nacional de Fútbol Profesional (LFP) | |                      |                   |                            |

#### Temporada
A través de su web oficial, LaLiga publicó el once ideal de la temporada. El equipo estuvo formado por siete jugadores del Club Atlético de Madrid, dos jugadores del Athletic Club, un jugador del Real Madrid Club de Fútbol y un jugador del Sevilla Fútbol Club.
| \| N.º \| Pos. \| Nac. \| Jugador \| Equipo \| \| ----------------------------------------------------- \| ---- \| ---- \| ----------------- \| -------------------------- \| \| 13 \| POR \| \| Courtois \| Club Atlético de Madrid \| \| 4 \| DCT \| \| Laporte \| Athletic Club \| \| 2 \| DCT \| \| Godín \| Club Atlético de Madrid \| \| 3 \| LTI \| \| Filipe Luís \| Club Atlético de Madrid \| \| 20 \| LTD \| \| Juanfran \| Club Atlético de Madrid \| \| 14 \| MED \| \| Gabi \| Club Atlético de Madrid \| \| 6 \| MED \| \| Koke \| Club Atlético de Madrid \| \| 21 \| CCD \| \| Ander Iturraspe \| Athletic Club \| \| 11 \| MED \| \| Rakitić \| Sevilla Fútbol Club \| \| 7 \| EXT \| \| Cristiano Ronaldo \| Real Madrid Club de Fútbol \| \| 19 \| DEL \| \| Diego Costa \| Club Atlético de Madrid \| \| Fuente: Liga Nacional de Fútbol Profesional (LFP)[98] \| \| \| \| \| | Courtois Juanfran Laporte Godín Filipe Luís Gabi Koke Costa Iturraspe Ronaldo Rakitić |                     |                   |                            |
| N.º | Pos.                                                                                  | Nac.                | Jugador           | Equipo                     |
| 13 | POR                                                                                   | Bandera de Bélgica  | Courtois          | Club Atlético de Madrid    |
| 4 | DCT                                                                                   | Bandera de Francia  | Laporte           | Athletic Club              |
| 2 | DCT                                                                                   | Bandera de Uruguay  | Godín             | Club Atlético de Madrid    |
| 3 | LTI                                                                                   | Bandera de Brasil   | Filipe Luís       | Club Atlético de Madrid    |
| 20 | LTD                                                                                   | Bandera de España   | Juanfran          | Club Atlético de Madrid    |
| 14 | MED                                                                                   | Bandera de España   | Gabi              | Club Atlético de Madrid    |
| 6 | MED                                                                                   | Bandera de España   | Koke              | Club Atlético de Madrid    |
| 21 | CCD                                                                                   | Bandera de España   | Ander Iturraspe   | Athletic Club              |
| 11 | MED                                                                                   | Bandera de Croacia  | Rakitić           | Sevilla Fútbol Club        |
| 7 | EXT                                                                                   | Bandera de Portugal | Cristiano Ronaldo | Real Madrid Club de Fútbol |
| 19 | DEL                                                                                   | Bandera de España   | Diego Costa       | Club Atlético de Madrid    |
| Fuente: Liga Nacional de Fútbol Profesional (LFP) |                                                                                       |                     |                   |                            |

## Debutantes
Este año la liga contó con muchas caras nuevas. Al mediático fichaje de Neymar por el FC Barcelona, y el de Gareth Bale por el Real Madrid CF, se le suman jugadores como Kevin Gameiro y Carlos Bacca (Sevilla), Nery Castillo (Rayo), Andreas Ivanschitz (Levante), Guillermo Sara (Betis), Carlos Sánchez (Elche) o Haris Seferović (Real Sociedad) que jugarán por primera vez en la liga española.
Además hubo jóvenes jugadores que buscaron hacerse un sitio en el fútbol mundial. Así encontramos a los uruguayos José Giménez (Atlético) y (Sevilla), el peruano Jeybi Pejerrey (Málaga), el colombiano Johan Mojica (Rayo), el peruano Christian Cueva (Rayo), el brasileño Douglas Santos (Granada), el marfileño Bobley Anderson (Málaga), el polaco Bartłomiej Pawłowski (Málaga).
Este año fue la primera que la liga tenga un jugador dominicano, el jugador de Valladolid Heinz Barmettler.
En total fueron 111 jugadores (actualmente) los que jugaron por primera vez en la Primera División española.